# المسيحية في قبرص

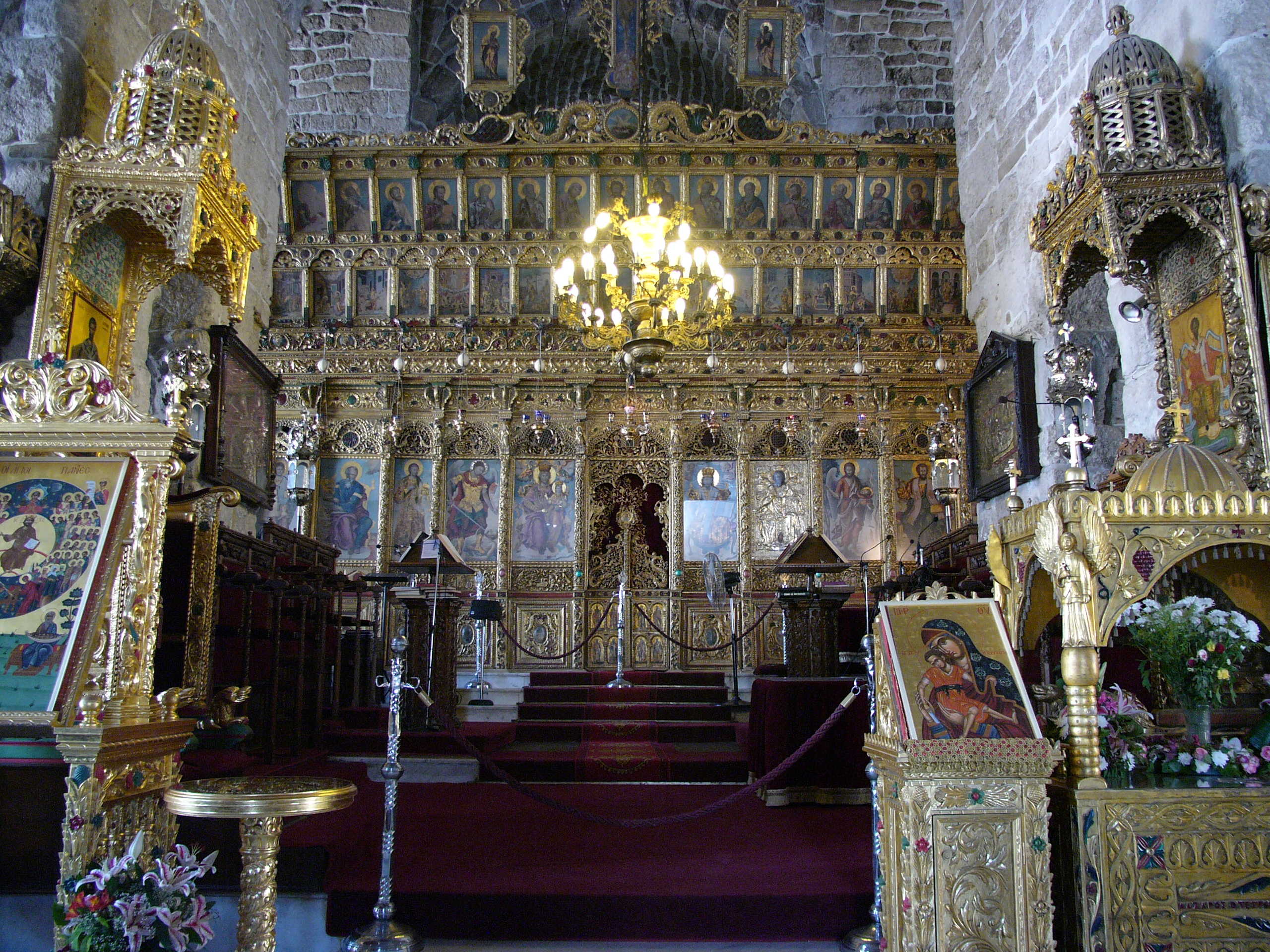
داخل كاتدرائية لعازر في لارنكا، وهي من المزارات المسيحية المقدسة.

المسيحية في قبرص هي الديانة الغالبة حيث شّكل المسيحيين 73.2% من مجمل سكان جزيرة قبرص عام 2010. غالبيّة اليونانيين في قبرص يتبعون الكنيسة القبرصية الأرثوذكسية، وهي كنيسة أرثوذكسية شرقية مستقلة وطنيَّة في الجزيرة القبرصية والتي تعتبر أكبر كنيسة مسيحية في الجزيرة واستنادًا إلى تقرير حكومي لتعداد عام 2011 نُفذ في المنطقة اليونانية لجزيرة قبرص تبيّن أن 95.4% من السكان هم مسيحيين معظمهم على مذهب الكنيسة الأرثوذكسية الشرقية.
هناك تواجد ملحوظ أيضاً لأقليات مسيحية منها الكنائس البروتستانتية والكاثوليكية فضلاً عن مجتمعات مسيحيّة تاريخيّة قديمة من الموارنة والأرمن الأرثوذكس. تقع العديد من المباني والمواقع المسيحية الكلاسيكية في قبرص، منها قبر لعازر وقبر برنابا. وتُعد جزيرة قبرص موقع للعديد من قصص وأحداث مذكورة في العهد الجديد.

## تاريخ

### العصور المبكرة

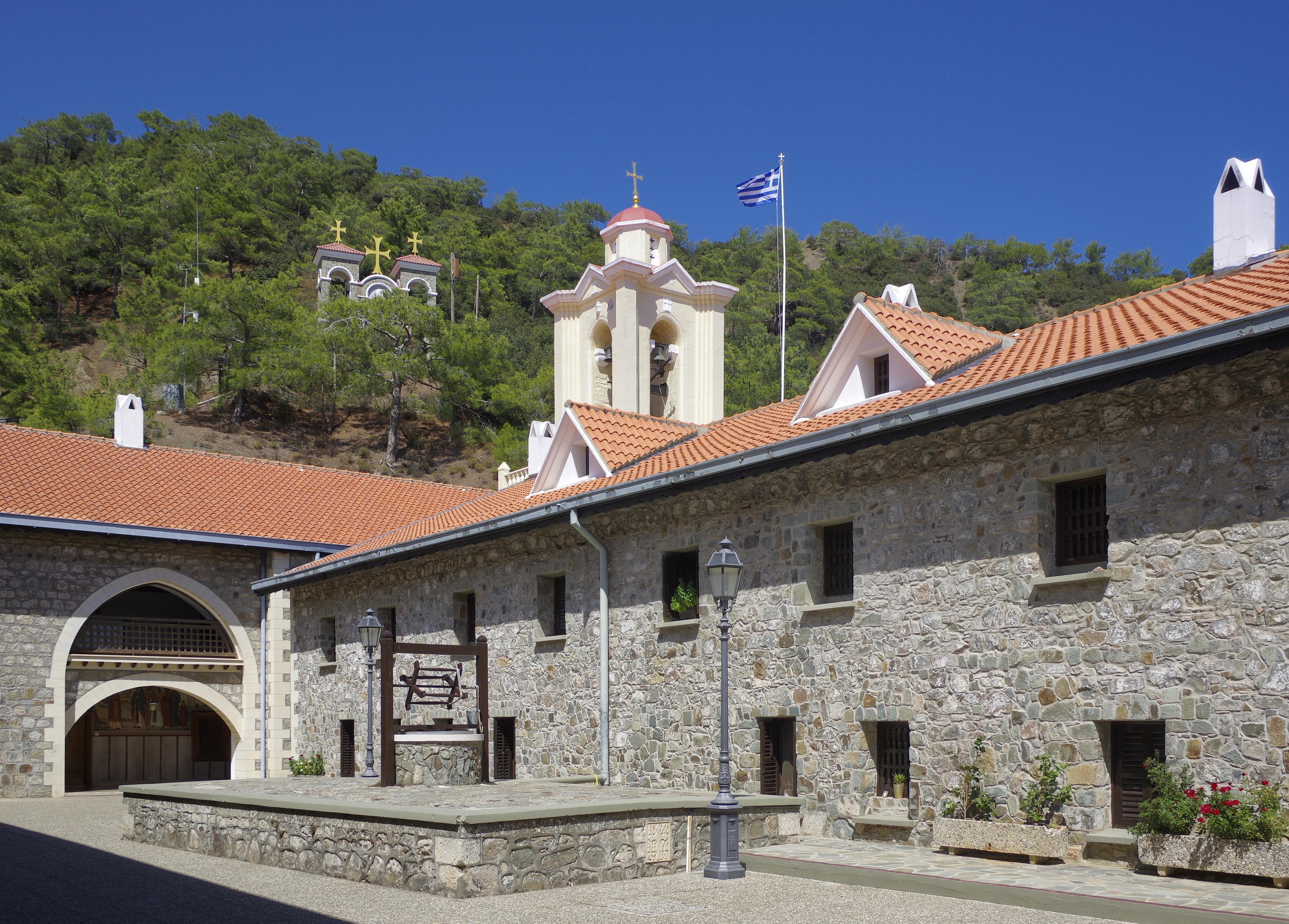
دير أرثوذكسي قبرصي في بلدة بدولاس.

يرجع وصول وانتشار المسيحية إلى قبرص للقرن الأول الميلادي بحسب ما ورد في سفر أعمال الرسل، وذلك على يد بولس الطرسوسي وبرنابا حيث يتوقع بأنهما زارا الجزيرة عام 45، وبحسب التقليد الكنسي فإنَّ لعازر (الذي أقامه يسوع من الموت بحسب الإنجيل) كان أول أسقف يرتسم في قبرص لرعاية كنيسة كتيو. وفي القرون اللاحقة كانت قبرص تتبع البطريرك الأنطاكي حتى عام 431 عندما أقر مجمع أفسس المسكوني استقلالية كنيسة قبرص. وأعيد التأكيد على استقلالها في مجمع ترولو عام 692. وكان هناك عدد قليل من الأساقفة الذين ساعدوا على نشر المسيحية في الجزيرة منهم لازاروس أسقف كيتيون، وهيراكليديوس أسقف تاماسوس، وأفسيفيوس أسقف سولو وثيودوتوس أسقف كيرينيا. في نهاية القرن الرابع انتشرت المسيحية في جميع أنحاء الجزيرة. في عام 478 وجد رئيس الأساقفة أنطميوس آثار قبر برنابا ونسخة من إنجيل متى.
خلال الحقبة البيزنطيَّة انفصلت الكنيسة القبرصية الأرثوذكسية في مجمع أفسس في عام 431، ومن خلال مرسوم الإمبراطور زينو. عندما حاول رئيس أساقفة أنطاكية إلغاء استقلال الكنيسة القبرصية ندد رجال الدين القبارصة بذلك أمام مجمع أفسس. صادق المجمع على أوتوسيفالي كرئيسًا للكنيسة القبرصية وفي عام 478 أعترفت الكراسي الأسقفية بإستقلالية الكنيسة القبرصية. عانت قبرص كثيرا من الفتوحات العربية في القرون التالية، وبناءًا على نصيحة من الإمبراطور جستنيان الثاني، فر رئيس الأساقفة إلى الدردنيل جنبًا إلى جنب مع الناجين، وأنشأ مدينة نوفا جوستينيانا (باليونانيَّة: Νέα Ιουστινιανή) والتي سميت باسم الإمبراطور، وتقع في إردك بالقرب من مدينة كيزيكوس. في عام 692 أعاد مجلس كينيسكست تأكيد امتيازات أسقف الأسرى المنفيين، وفي عام 698 عندما خرج العرب من قبرص، عاد الأسقف لكنه احتفظ بلقب «أسقف نوفا جوستينيانا وكل قبرص».

### العصور الوسطى

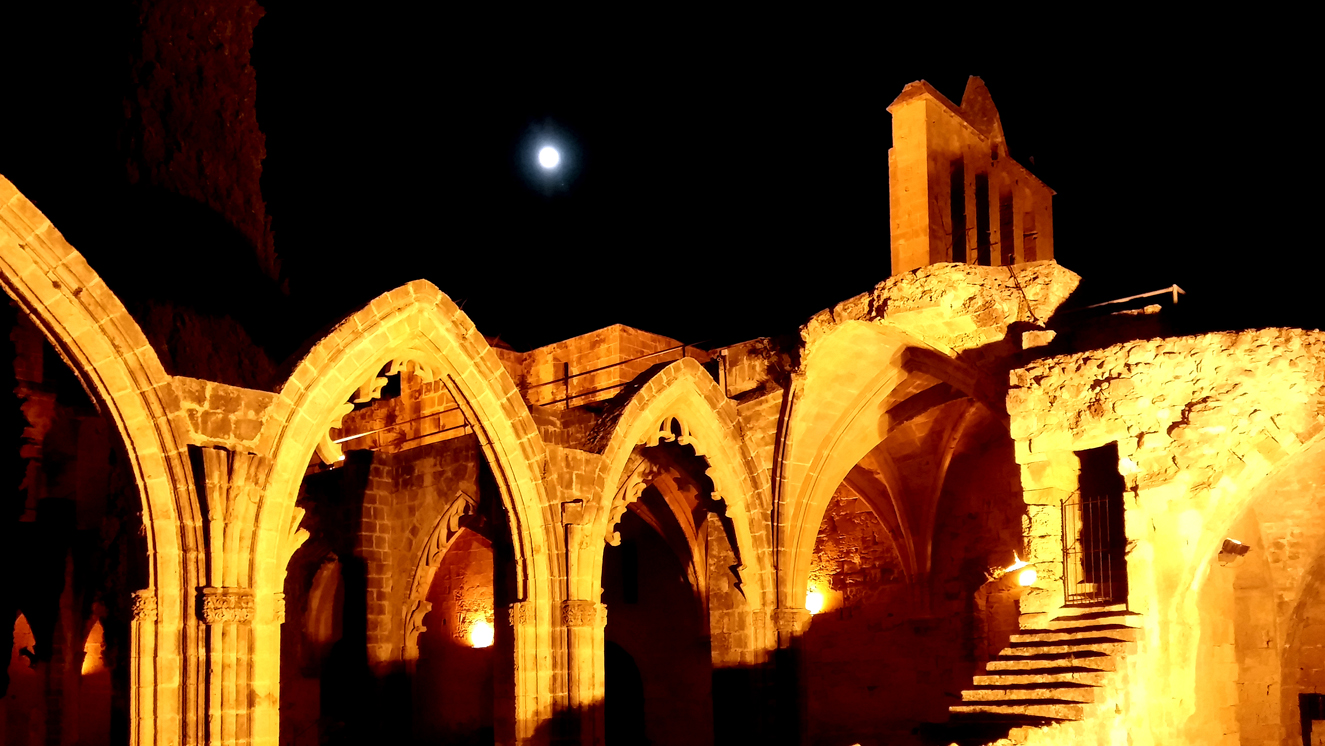
دير بيلابايز وهو من أبرز المعالم الكاثوليكيَّة خلال الحقبة الصليبيَّة.

تأسست مملكة قبرص في عام 1191 عندما قام ريتشارد الأول ملك إنجلترا بالإستيلاء على الجزيرة ثم باعها لفرسان الهيكل الذين بدورهم باعوها إلى غي دي لوزينيان، وبقيت حتى عام 1489 حينما استولى العثمانيون على الجزيرة. وقد قام الملوك الكاثوليك بخفض عدد الأساقفة الأرثوذكس من أربعة عشرة إلى أربعة وأجبر الباقين على الخروج من بلداتهم. تم نقل مقر رئيس الأساقفة من نيقوسيا إلى منطقة سوليا، بالقرب من مورفو، وتم نقل أسقف لارنكا إلى قرية يفكارا. وعلى الرغم من الاحتكاكات الأولى، تمكنت الكنيسة الكاثوليكية والأرثوذكسية تدريجيًا بالتعايش جنبًا إلى جنب بشكل سلمي. وشارك المسيحيين الأرثوذكس المحليين في التنمية الاقتصادية في قبرص وخاصًة فاماغوستا في ذلك الوقت. ضمت قبرص على أقلية صغيرة من السكان من أتباع الكنيسة الرومانية الكاثوليكة والتي إنحصر وجودها بشكل رئيسي في بعض المدن الساحلية، مثل فاماغوستا، وكذلك في نيقوسيا الداخلية، العاصمة التقليدية. احتفظ الرومان الكاثوليك بزمام السلطة والسيطرة، بينما كان السكان الأرثوذكس يعيشون في الريف؛ كان هذا هو نفس الترتيب في مملكة بيت المقدس. سمح للكنيسة الأرثوذكسية الشرقية المستقلة في قبرص، مع رئيس أساقفتها والذي لم يخضع لأي بطريرك، بالبقاء في الجزيرة، لكن الكنيسة اللاتينية شردتها إلى حد كبير في مكانتها وحيازتها للممتلكات. خلال الحقبة الصليبية بنيت القلاع ونشط فن النحت في الحقبة الصليبية، وازدهر النمط الرومانسي منه، وكان متنوعًا بين نحت الأشكال النباتية والأعمدة الإغريقية القديمة والأشكال البشرية والأجساد الآدمية.

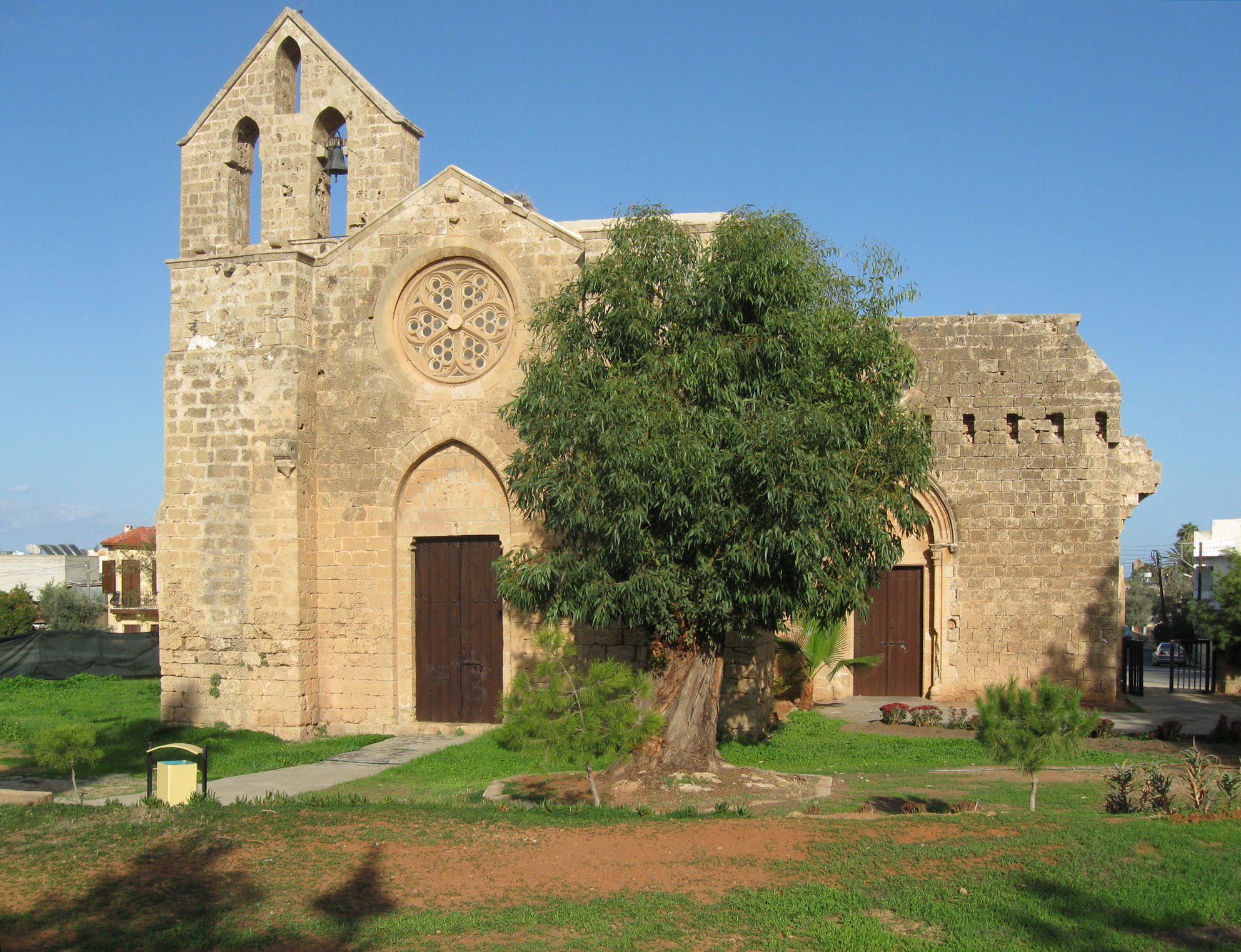
الكنيسة النسطورية في فاماغوستا.

بنتيجة الحرب الأهلية، ظل فريدريك الثاني الوصي على ابنه وممثله في الشرق، وظلت صور والقدس خاضعة له بشكل مباشر، أما سائر بارونات المملكة تمركزوا في عكا. في عام 1242 غدا كونراد الثاني مخولاً الحكم بنفسه دون وصي، لكنه رفض القدوم إلى الشرق واختيرت أليس ملكة قبرص لتكون ممثلة الملك في بلاده. أما على جبهة الأيوبيين فقد عاد النشاط مجددًا عام 1244 حين استطاع الأيوبيون استعادة القدس مجددًا هازمين جيشي مملكة بيت المقدس ومملكة قبرص سوية، وقام الجيش الأيوبي بتخريب القدس والحقول المحيطة بها تاركين إياها في حالة غير صالحة للسكن البشري سواءً أكان من الصليبيين أم من المسلمين. توفيت أليس عام 1246، واستعيض عنها بهنري الأول ملك قبرص كوصي على عرش الملك، الذي نال تأييد بارونات عكا وآل إيبلين وغيرهم من رجال الدولة. مع خسارة جزيرة أرواد قبالة طرطوس عام 1303 لم يعد لمملكة بيت المقدس أي أراض في بلاد الشام وشكل ذلك النهاية الفعلية لمملكة بيت المقدس، وظل هنري الثاني محتفظًا بلقبها حتى وفاته عام 1325، وحاول ملوك قبرص استعادة جزءًا من الأراضي المقدسة إلا أنهم فشلوا في ذلك، وطوال سبعة قرون وحتى اليوم، ورث العديد من ملوك وأمراء أوروبا لقب «ملك القدس». ضمت فاماغوستا في جزيرة قبرص على مجتمع نسطوري (كنيسة المشرق) قبل عام 1300 مباشرة، وتم بناء كنيسة لهم عام 1339 تقريبًا. وذكر ليونتيوس ماكايراس وديوميدي سترامبالدي أن الكنيسة بناها الأخوان لاخاس (المعروفان أيضًا باسم لاخانوبولوس) في حوالي عام 1360، وقد تم تسجيل هؤلاء الإخوة على أنهم "السريان الشرقيان"، والمعروفان أيضاً بالتجار النسطوريان، وقد عرفوا بثروتهم الهائلة.

### الحقبة العثمانية

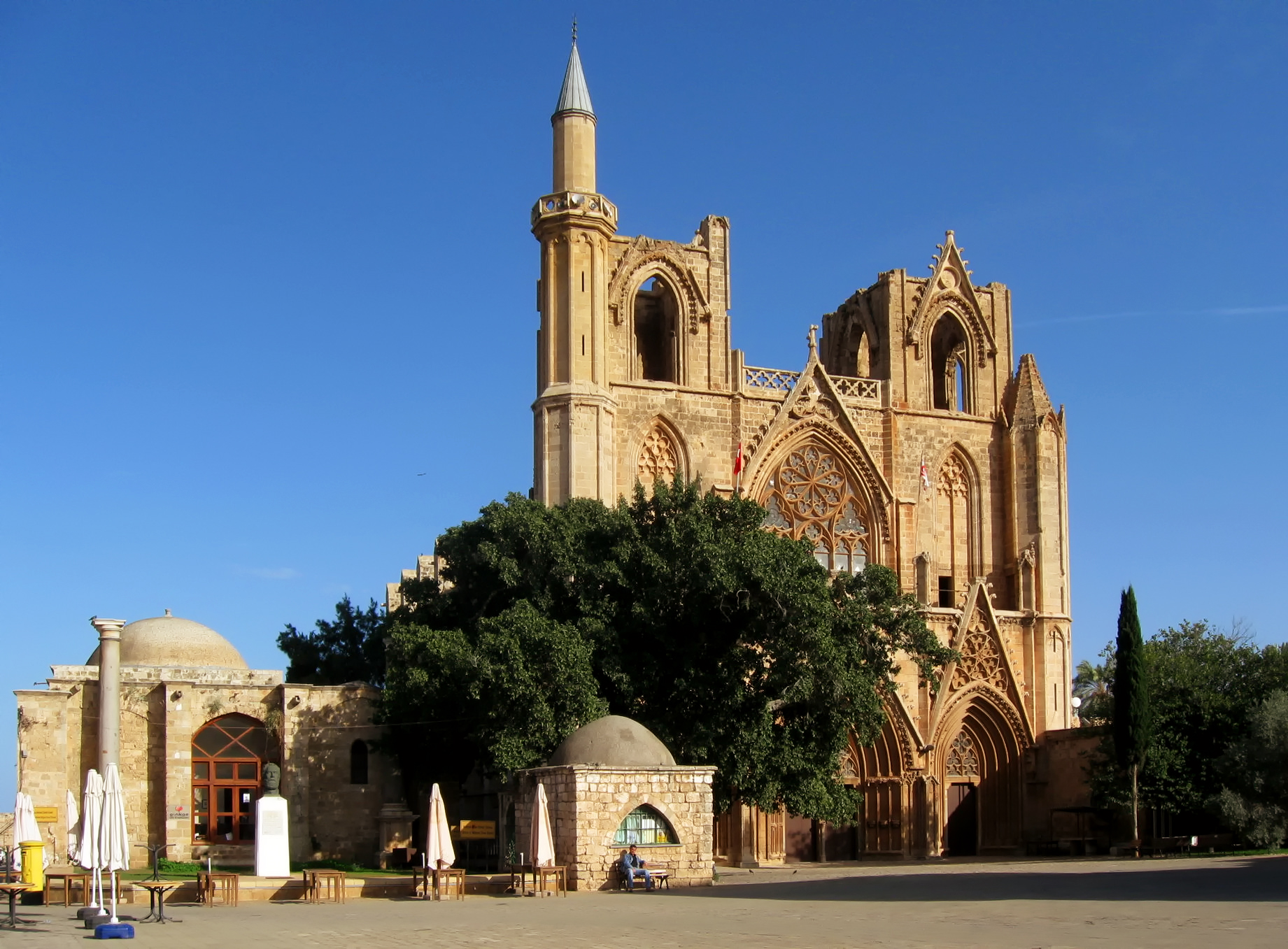
جامع لالا مصطفى باشا في فاماغوستا، كانت كاتدرائية كاثوليكية وتحولت بعد احتلال قبرص علي يد القائد لالا مصطفى باشا إلى مسجد.

كان من أعمال الصدر الأعظم محمد باشا صقللي احتلال جزيرة قبرص وانتزاعها من أيدي البنادقة. في عهد السلطان سليم الثاني جرت موقعة ليبانتو البحرية التي هزّت صورة البحرية العثمانية والجيش العثماني الذي اعتبره كثيرون لا يُقهر. وتفصيل ذلك أنه بعد ازدياد الخطر العثماني في البحر المتوسط على أوروبا، وخاصة بعد احتلال جزيرة قبرص، وبعض المواقع على البحر الأدرياتيكي، تحالف فيليب الثاني ملك إسبانيا مع البابا بيوس الخامس وجمهورية البندقية لوقف التقدم العثماني باتجاه إيطاليا من جهة، واسترداد جميع المواقع التي فتحوها على حساب أوروبا وبخاصة في شمال أفريقيا، من جهة أخرى. فجمعوا مائتين وثلاثين سفينة وثلاثين ألف جندي، قامت القوات العثمانية مع الإستيلاء على قبرص بذبح العديد من المسيحيين اليونانيين والأرمن. وتم تدمير النخبة اللاتينية الكاثوليكية السابقة وأول تغيير ديموغرافي كبير منذ العصور القديمة وقع مع تشكيل مجتمع مسلم. وجلب العثمانيين الجنود الذين قاتلوا في الغزو إلى جانب الفلاحين والحرفيين الأتراك إلى الجزيرة من الأناضول. وشمل هذا المجتمع الجديد أيضًا قبائل الأناضول المنبوذة، والأشخاص «غير المرغوب فيهم» وأعضاء مختلف الطوائف الإسلامية، فضلا عن عدد من المتحولين الجدد في الجزيرة.
تذبذبت نسبة المسلمين والمسيحيين طوال فترة الهيمنة العثمانية. بين الأعوام 1777-1778 شكَّل حوالي 47,000 مسلم الأغلبيَّة في الجزيرة مقابل 37,000 من المسيحيين. وبحلول عام 1872 ارتفع عدد سكان الجزيرة إلى 144,000 نسمة، منهم 44 ألف مسلم وحوالي 100 ألف مسيحي. وشمل المجتمع المُسلم العديد من المسيحيين المتخفين، بما في ذلك لينوبامباكي، وهي طائفة كاثوليكية متخفيَّة نشأت بسبب الاضطهاد الديني للمجتمع الكاثوليكي من قبل السلطات العثمانية.
أدى غزو قبرص من قبل الإمبراطورية العثمانية في عام 1571 إلى الاعتراف بالكنيسة القبرصية الأرثوذكسية وكانت الكنيسة المسيحية القانونية الوحيدة في الجزيرة. جيث اعتبر العثمانيون الكنيسة المؤسسة القائدة سياسيًا للسكان المسيحيين وكانت مسؤولة عن جمع الضرائب. كانت الملّة الأرثوذكسية أكبر الملل في الجزيرة، وكانت الكنيسة تُطبق قانون جستنيان في مسائل الأحوال الشخصية. خصّ العثمانيون المسيحيين الأرثوذكس بعدد من الامتيازات في مجاليّ السياسة والتجارة، وكانت هذه في بعض الأحيان بسبب ولاء الأرثوذكسيين للدولة العثمانية.

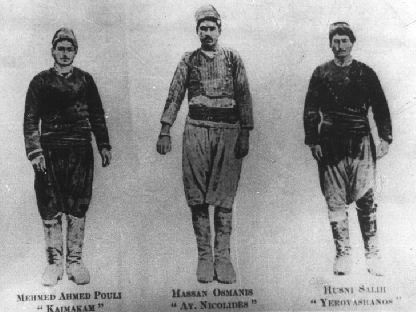
حسن بولي وهي شخصية مركزية في الفلكلور القبرصي يمثل مجتمع لينوبامباكي.

خلال الحرب التركية الجنوية (1570–1573) وقع ما تبقى من قبرص تحت حكم الدولة العثمانية، وبعد الحرب مباشرة، تم وضع عقوبات مختلفة للسكان اللاتين في الجزيرة. حيث بلغ التنافس بين الدولة العثمانية والبندقية ذروته، وكان يخشى العثمانيين الخطر الأمني الذي يشكله الكاثوليك اللاتين في قبرص، وعلى وجه الخصوص أنها قد تكون سبب لعودة البنادقة. ونتيجة لذلك، كان التسامح العثماني تجاه المجتمع الكاثوليكي أقل بكثير من نحو طائفة الروم الأرثوذكس. بالإضافة إلى الضغط السياسي والديني، كان هناك ظلم اقتصادي الذي شمل ازالة حقوقهم في التملك. وتم جمع أموال للحملة ضد الجنويين من خلال مصادرة وإعادة بيع الأديرة وكنائس الكنيسة الأرثوذكسية. أدّى ذلك إلى تحول السكان الكاثوليك (تضمن اللاتين والموارنة والأرمن) المتضررين من هذه الأجراءات لدين الإسلام ظاهرًا من أجل تجنب العبودية والقهر، أو الموت، وعلى الرغم من ذلك بقيت هذه الجماعة تمارس الكاثوليكية في السر. كما وتعرض الموارنة في قبرص أصيب بنكسة كبيرة أعقاب الفتح العثماني للجزيرة عام 1571، حيث انخفض عدد القرى المارونية إلى 33 قرية بالمقارنة مع 60 قرية في القرن الثالث، وتسجيل 19 قرية مارونية في القرن الخامس عشر لينخفض العدد إلى تسعة بحلول عام 1661. واستمر الانخفاص وما تلاه من تردي الوضع الاقتصادي والفتن المستمرة والاضطهادات الدينية، وغيرها من العوامل، فلم يبق من هذه القرى سوى ستة عشر قرية بحلول عام 1820. وبحسب التعداد العثماني لعام 1841 تراوحت أعداد الموارنة في قبرص بين 1,200 نسمة إلى 1,300 نسمة، وفي إحصاء عام 1891، قُدرت أعداد الموارنة بحوالي 1,131 شخص من أصل 209,286 قبرصي.

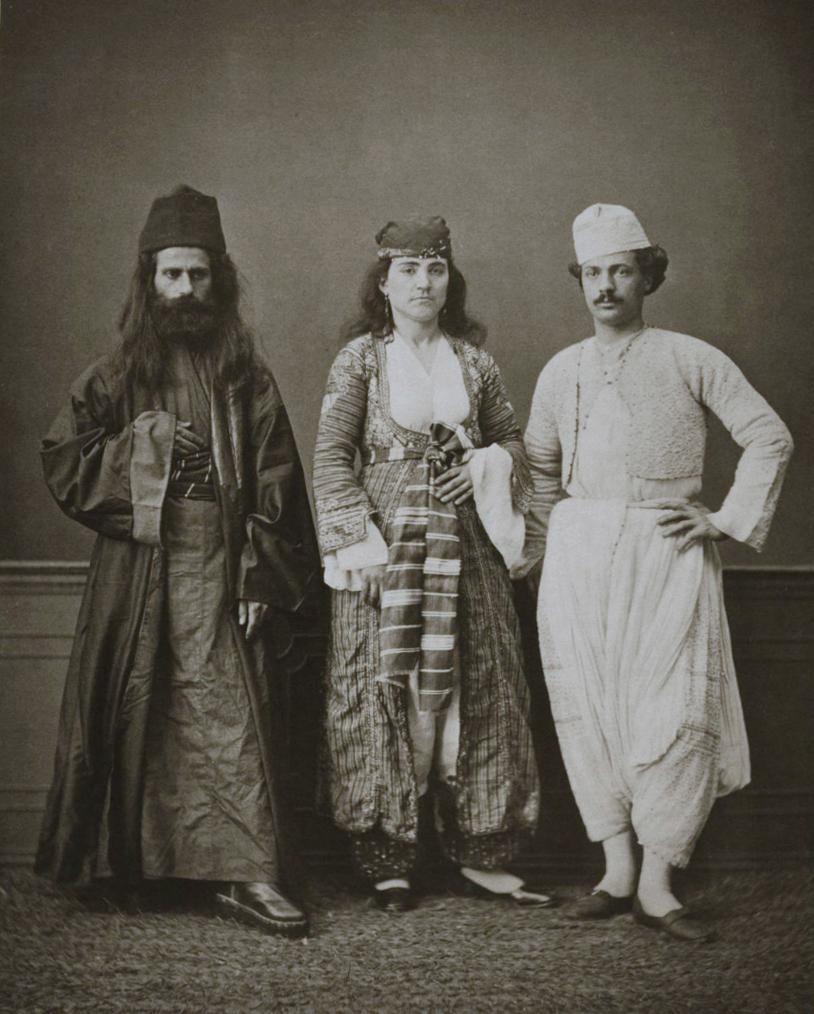
صورة تاريخية من عام 1873 لثلاثة مسيحيين قبارصة في لباسهم التقليدي.

حاول مجتمع اللينوبامباكي عدم إظهار معتقداتهم الدينية. وهكذا في حياتهم اليومية، واختاروا أن يحملوا أسمًا مسيحيًا في السر ومسلمًا في العلن، أو اسم مشترك في كل من الديانات مثل إبراهيم، يوسف أو موسى. في التجنيد السنوي كانوا في كثير من الأحيان يتم تجنيدهم في الجيش العثماني، وكانوا يتجنبون دفع الضرائب المفروضة على غير المسلمين. لم يتحول مجتمع لينوبامباكي بالكامل إلى الحياة الإسلامية التقليدية، حيث أكتفى المجتمع فقط في أظهار الممارسات والمعتقدات الدينية التي من شأنها أن تكسب لهم مزايا تمنح للمسلمين. على سبيل المثال، عدم شرب الكحول وأكل لحم الخنزير، كما لم يتردد أبناء هذا المجتمع على حضور الصلوات في المساجد؛ وهي تقاليد مماثلة مستمرة في الثقافة القبرصية التركية حتى اليوم. العديد من قرى مجتمع لينوبامباكي لها أسماء قديس مسيحي والتي تبدأ مع (باليونانية: άγιος، نقحرة: آيوس)، أو «القديس» والتي تنسب لها أصول كاثوليكية لاتينية. جذور مجتمع لينوبامباكي الثقافية والتاريخية يمكن الاطلاع عليها من خلال جميع مراحل الحياة القبرصية التركية والأدب. على سبيل المثال، الشخصيات الرئيسية في أبرز قصص الفولكلور القبرصي هي «جافور الإمام» و «حسن بولي». تواجدت أغلب قرى والتجمعات السكانية لمجتمع لينوبامباكي في قبرص التركية.
في وقت لاحق أضحى للكنيسة القبرصية الأرثوذكسيَّة تأثير كبير على الشؤون الزمنية حيث في بداية القرن التاسع عشر كان رئيس الأساقفة في الواقع حاكم قبرص من خلال سيطرته على مواردها المالية. في عام 1821 مع اندلاع حرب الاستقلال اليونانية، حاول اليونانيون في قبرص متابعة خطى اليونان، وأدى ذلك توجيه الإتهام من قبل كوكوك محمد ضد الأساقفة اليونانيين البارزين في الجزيرة. ونتيجة لهذا ألقي القبص على المطران كيبريانوس، وعلى الأساقفة الثلاثة من بافوس، وكيتيون وكيرينيا جنبًا إلى جنب حوالي 486 من أعيان المجتمع المسيحي البارزين، وشنق رئيس الأساقفة وقطع رأس الأساقفة الثلاثة. وقد دفعت الكنيسة القبرصيَّة الأرثوذكسية أضرارًا شديدة نتيجة لموقفها. وكانت هذه أسوأ تجربة بين الكنيسة الأرثوذكسية في قبرص والإدارة العثمانية، وبداية للانفصال السياسي. إنضمت تونس إلى قائمة الأقاليم التي فقدتها الدولة العثمانية لصالح أوروبا في عهد عبد الحميد الثاني عندما احتلتها فرنسا، ثم لحقتها قبرص التي احتلتها بريطانيا، وأتبعتها بمصر والسودان، بحجة حماية الدولة العثمانية من أي اعتداء.

### العصور الحديثة

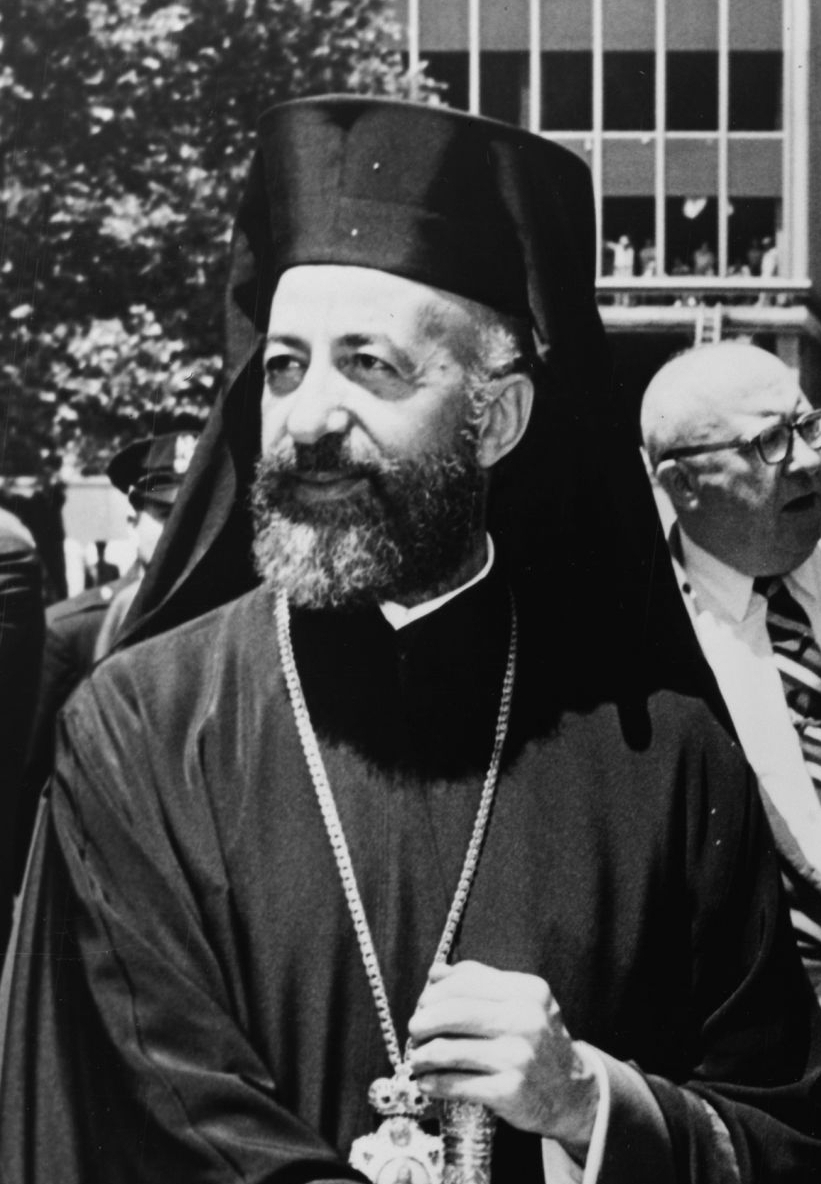
صورة تاريخية من عام 1962 لمكاريوس الثالث رئيس أساقفة الكنيسة القبرصية الأرثوذكسية، وأول رئيس لقبرص المستقلة من عام 1955 وحتى وفاته عام 1977.

أتاح شراء البريطانيين لقبرص في عام 1878 مزيداً من الحرية في الممارسات الدينية، مثل استخدام أجراس الكنائس والتي كانت محظورة في عهد العثمانيين. استغل العديد من أفراد مجتمع لينوبامباكي التغيير السياسي وقاموا بالعودة إلى المسيحية. وعلى الرغم من اكتساب الكنيسة القبرصية مزيدًا من الحرية الدينيَّة تحت الحكم البريطاني، الأ أنَّ الإدارة البريطانية تدخلت في بعض الحالات في استخدام قوانين تقييدية بشأن إدارة الكنيسة وغيرها في مجالات النشاط الوطني والثقافي. وأدى ذلك إلى أعمال الشغب أبرزها التي وقعت في أكتوبر من عام 1931 والتي نظمها أساقفة كانوا أيضًا أعضاء في الجمعية التشريعيَّة. ونتيجة لهذه الانتفاضة نُفي الأساقف نيكوديموس من كيتيون، ومكاريوس من كيرينيا، وفرضت قيود على انتخاب رئيس الأساقفة. في عام 1950 تم انتخاب مكاريوس الثالث في منصب رئيس أساقفة قبرص. وخلال دراسته هناك تم انتخابه أسقفاً على كيتيون فعاد إلى بلاده ليتولى مهامه الجديدة باسم «مكاريوس» وذلك في صيف عام 1948. لعب الأسقف مكاريوس دورًا هامُا في الحركة التي كانت تدعو لضم قبرص إلى اليونان، فكان من أبرز ما قام به خلال تلك الفترة هو تنظيم استفتاء برعاية الكنيسة في شهر يناير من عام 1950 عبر فيه القبارصة اليونانيون عن رغبتهم بتحقيق الوحدة مع اليونان وذلك بنسبة 96%.
في عام 1960 تم انتخاب رئيس الأساقفة مكاريوس الثالث رئيسًا لجمهورية قبرص، وفي خطاب التنصيب تعهد مكاريوس الثالث بأن يضع على رأس أولوياته مشروع الوحدة مع اليونان «الوطن الأم» كما وصفها آنذاك. قامت بريطانيا بنفيه إلى جُزُرالسيشل وذلك عام 1956 ولكنها عادت وأطلقت سراحه في العام التالي وبعدما نالت قبرص استقلالها تمّ أنتخابه أوّلَ رئيس لجمهورية قبرص الناشئة بتاريخ 13 ديسمبر عام 1959. وقد أطاح به انقلاب عسكري في شهر يونيو عام 1974 فاضطر إلى مغادرة البلاد، وخلال تلك الفترة قامت القوات التركية بغزو قبرص وإحكام السيطرة على الجزء الشمالي منها. عاد مكاريوس مجددًا إلى الجزيرة ليكون رئيسًا لفترة ثانية استمرت حتى وفاته في 3 أغسطس 1977. خلال حقبة مكاريوس الثالث سعى النظام العسكري اليوناني إلى تقليب الكنيسة الأرثوذكسية ضد مكاريوس الثالث خوفًا من سيطرة روسيا على الجزيرة القبرصية، فدعا ثلاثة مطارنة يونانيين قبرصيين حينها بدعمٍ من الطغمة العسكرية إلى انفصال السلطة الروحانية عن السلطة المادية، وظهرت دعوات تطالب مكاريوس بالتنحي عن الرئاسة. ومن جانبه أعاد مكاريوس تشكيل حكومته، ومن ثم استدعت الكنيسة الأرثوذكسية القبرصية الثلاثة مطارنة الثائرين، وجرى استبعادهم.

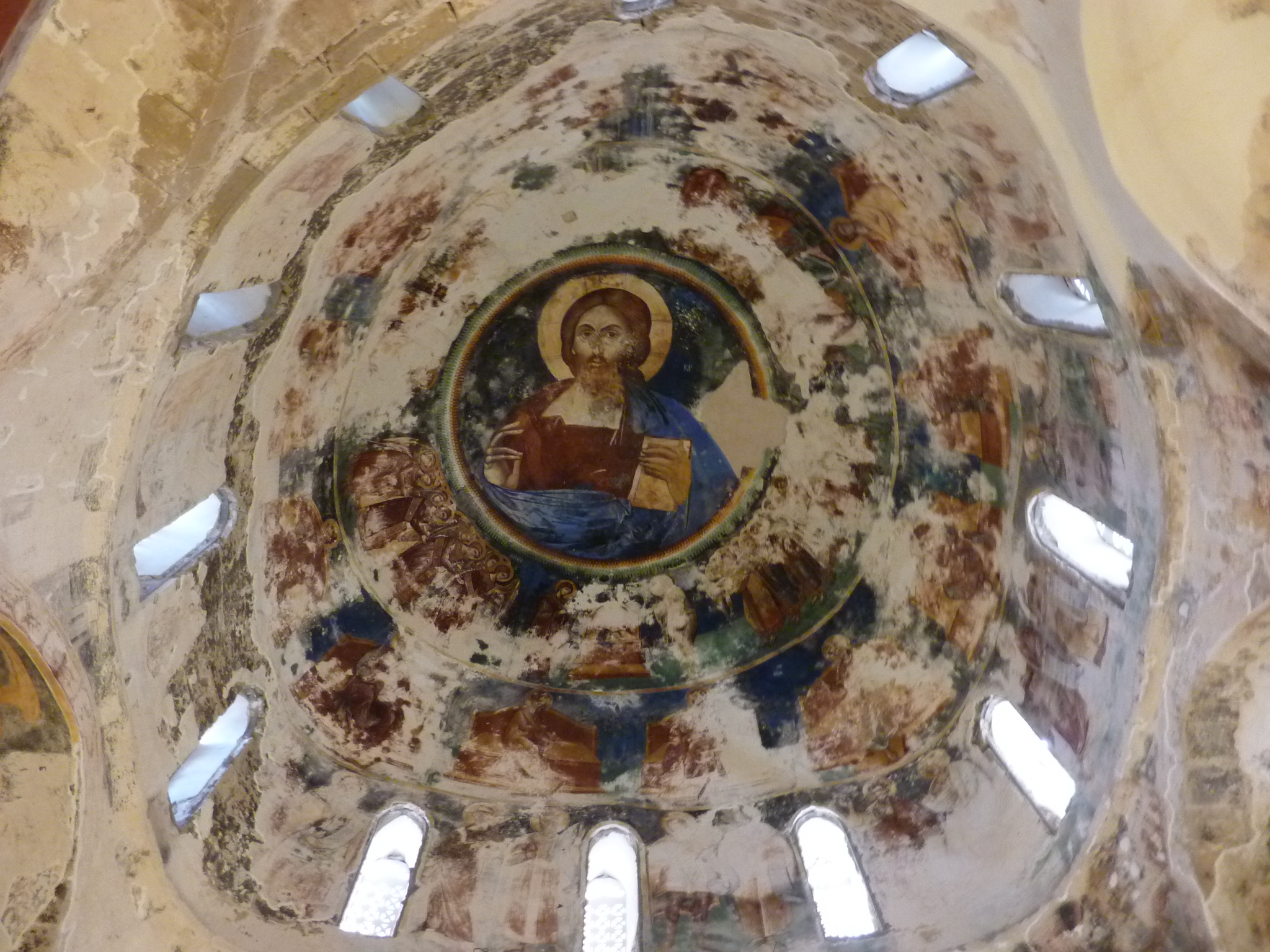
تعرضت العديد من المواقع المسيحية الأثرية للتخريب أثر الغزو التركي لقبرص عام 1974.

أثر الغزو التركي لقبرص في 20 يوليو 1974 بشكل كبير على الكنيسة القبرصية وأتباعها حيث أصبحت 35% من الأراضي القبرصية تحت الاحتلال التركي، وتم تهجير مئات الآلاف من المسيحيين الأرثوذكس وواجه أولئك الذين لم يتمكنوا من المغادرة القمع. وحتى مايو 2001، وصلت أعداد المسيحيين في قبرص التركية إلى حوالي 3,000 نسمة. منهم حوالي 644 من القبارصة اليونانيين الأرثوذكس الذين يعيشون في ريزوكارباسو و364 من الموارنة في كورماكيتيس. أدَّى الغزو التركي لقبرص إلى تدمير الآثار المسيحية. وقد نُهبت الكنائس التي أحتوت على الرموز البيزنطية، واللوحات الجدارية والفسيفساء من قبل تجار الآثار وبيعت في السوق السوداء. واحدة من أبرز حالات النهب كانت فسيفساء بانايا كاناكاريا والتي تعود إلى القرن السادس الميلادي، والتي أعيدت أخيرًا إلى كنيسة القبرصية، بعد صدور حكم من محكمة إنديانابوليس. وتم تحويل 514 كنيسة ودير في قبرص الشمالية إلى مساجد أو متاحف. وتم تحويل 50 كنيسة وأديرة أخرى إلى إسطبلات أو متاجر أو بيوت أو متاحف، أو تم هدمها. خلال الغزو التركي لقبرص اغتُصبت العديد من النساء القبارصة اليونانيات على أيدي الجنود الأتراك وتم تعذيب العديد من السجناء القبارصة اليونانيين أثناء غزو الجزيرة. وأدّى ارتفاع معدل الاغتصاب من قبل الجنود الأتراك إلى الإذن المؤقت للإجهاض في قبرص من قبل الكنيسة القبرصية الأرثوذكسية المُحافظة.
في أغسطس من عام 1977، توفي الأسقف مكاريوس الثالث وخلفه رئيس الأساقفة كريسوستوموس الأول. وفي عام 1979 وضع الميثاق التشريعي الجديد لكنيسة قبرص الأرثوذكسيَّة وتمت على الاستعاضة عن الميثاق القديم لعام 1914. في سن الشيخوخة عانى المطران كريسوستوموس من مرض الزهايمر وكان غير قادر على القيام بواجباته الدينيَّة لعدد من السنوات. في مايو من عام 2006، ترأس البطريرك المسكوني برثلماوس الأول اجتماعًا دعا فيه إلى «إزالة اللقب» من كريسوستوموس. في 5 نوفمبر من عام 2006 أنتخب متروبوليتان كريسوستوموس بافوس في منصب رئيس الأساقفة الجديد، بعد حملة انتخابية طويلة، وأصبح كريسوستوموس الثاني رئيس أساقفة نوفا جوستينيانا وجميع قبرص.

## المسيحية في جمهورية قبرص

### الطوائف المسيحية

#### الأرثوذكسية الشرقية

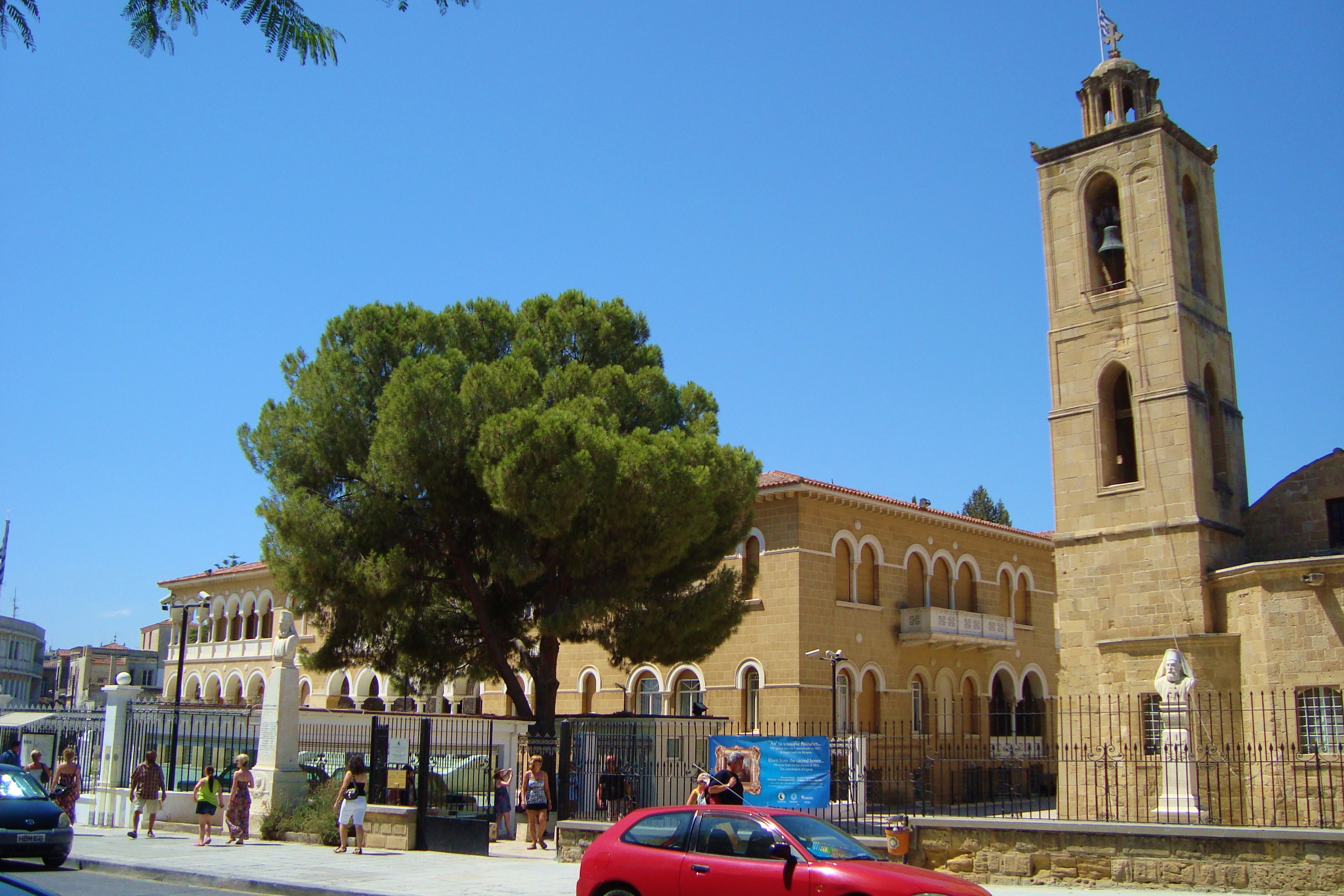
كاتدرائية القديس يوحنا ودار المطرانية في نيقوسيا.

يرجع وصول وانتشار المسيحية إلى قبرص للقرن الأول الميلادي بحسب ما ورد في سفر أعمال الرسل، وذلك على يد بولس الطرسوسي وبرنابا حيث يتوقع بأنهما زارا الجزيرة عام 45، وبحسب التقليد الكنسي فإنَّ القديس لعازر (الذي أقامه يسوع من الموت بحسب الإنجيل) كان أول أسقف يُرتسم في قبرص لرعاية كنيسة كتيو (لارنكا). وفي القرون اللاحقة كانت قبرص تتبع البطريرك الأنطاكي حتى عام 431 عندما أقر مجمع أفسس المسكوني استقلالية كنيسة قبرص. وأعيد التأكيد على استقلالها في مجمع ترولو عام 692.
وهكذا استمرت الكنيسة الأرثوذكسية في قبرص حتى في أيام الإحتلال الصليبي للجزيرة بين عام 1191 حتى عام 1571، حيث لم تفلح جهود الأساقفة الرومان الكاثوليك فيها على تحويل ولاء القبارصة الأرثوذكس للبابوية الكاثوليكية. ولكن في فترة الاحتلال العثماني عام 1571، أجبر الأساقفة الأرثوذكس على الإذعان لسلطة رئيس الأساقفة الكاثوليك في قبرص، وذلك بأن يكونوا مساعدين لنظرائهم اللاتين. وتحتفظ الكنيسة القبرصية بسلسلة رؤساء أساقفتها منذ القرن الأول وحتى وقتنا الحاضر، ومن أبرز وجههم في العصر الحديث هو مكاريوس الثالث، رئيس أساقفة بين عام 1950 حتى عام 1977 والذي انتخب ليكون رئيس قبرص عام 1959. وفقاً لتعداد السكان عام 2011 حوالي 89.1% من سكان المنطقة اليونانية لجزيرة قبرص من أتباع الكنيسة القبرصية الأرثوذكسية.

#### الكاثوليكية

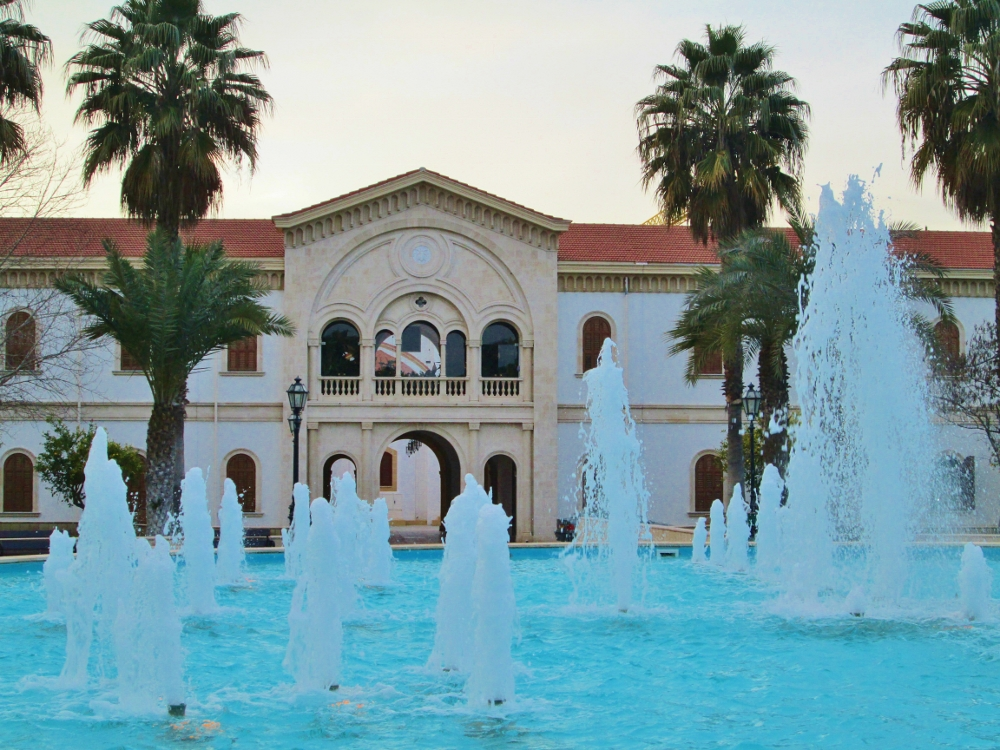
دير كايكوس في مدينة نيقوسيا.

هناك تواجد عريق للموارنة ويرقى إلى القرن الثامن، وقد أصبحت قبرص بمرور الزمن موئلاً طبيعيًا لهؤلاء المهاجرين من سوريا ولبنان، حتى بات عدد القرى المارونيّة في الجزيرة أواسط القرن الثالث عشر، حوالي ستين قرية. وشكل الموارانة حوالي عشرين ألفًا من عماد الجيش القبرصي، وبات لهم أسقف مقيم هناك بدءًا من العام 1316؛ لكن هذا الوجود أصيب بنكسة كبيرة أعقاب الفتح العثماني للجزيرة عام 1571، وما تلاه من تردي الوضع الاقتصادي والفتن المستمرة والاضطهادات الدينية، وغيرها من العوامل، فلم يبق من هذه القرى سوى ستة عشر قرية بحلول عام 1820.
وساهمت النزاعات اليونانية التركية على أرض الجزيرة في هجرة آلاف الموارنة عام 1971 من شمال قبرص الخاضع لسيطرة تركيا، ولم يبق من هذه القرى اليوم سوى أربعة تعتبر قرية كورماتيكس أكبرها، ويتكلم أبناء هذه القرى إلى جانب اللغتين التركيّة واليونانيّة، لغة خاصة تعرف باسم اللغة العربية المارونيّة القبرصيّة، هي في الحقيقة مزيج بين اللغة السريانيّة، وبعض المفردات الدارجة في اللهجة اللبنانيّة المحكيّة، واللغة العربية، وتعتبر من اللغات المهددة بالانقراض. وفقاً لتعداد السكان عام 2011 حوالي 2.9% من سكان المنطقة اليونانية لجزيرة قبرص من أتباع الكنيسة الكاثوليكية.

#### طوائف أخرى

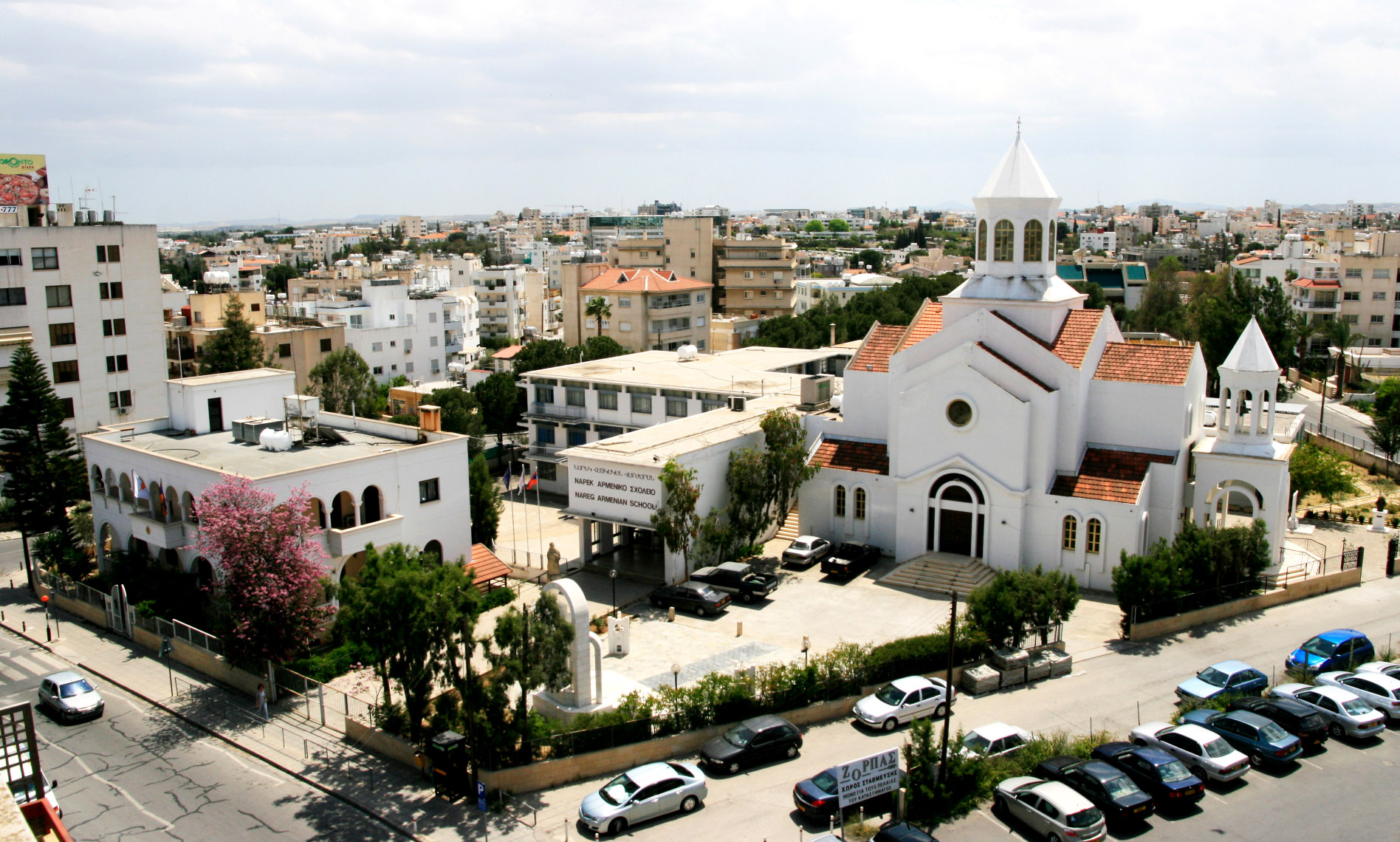
كنيسة سورب أسدفادزادزين الأرمنيَّة في نيقوسيا.

يعود تواجد الكنيسة الأرمنية الأرثوذكسية في قبرص إلى عام 578. ويحتفظ القبارصة الأرمن حاليًا بحضور ملحوظ حيث يبلغ تعدادهم
حوالي 3,500 شخص، يقطن معظمهم في المناطق الحضرية في نيقوسيا ولارنكا وليماسول. وقد كان للوجود الأرمني الأرثوذكسي في قبرص وجود مستمر في الجزيرة منذ إنشائها في عام 973 من قبل الكاثوليكوس خاتشيغ الأول.
تأسست الكنيسة الأنجليكانية في قبرص في عام 1878. واعتبارًا من عام 1976 تقع سلطة الكنيسة تحت أبرشية قبرص والخليج. وفقًا لتعداد السكان الرسمي لعام 2011، تصل نسبة الأنجليكان وباقي الطوائف البروتستانتية إلى حوالي 2% من مجمل سكان المنطقة اليونانية لجزيرة قبرص.

### المجتمع
حضور القداس والمناسبات الدينية مرتفعة بين القبارصة اليونانيين، مما يجعل من جمهورية قبرص واحدة من الدول الأكثر تدينًا في الاتحاد الأوروبي، جنباً إلى جنب مع اليونان ومالطا وبولندا ورومانيا وكرواتيا. هناك تركيز وأهمية على الطقوس الدينية لجزء كبير من السكان، وتتضمن وضع الرموز المسيحية في المنزل، ومراعاة الأعياد المسيحية وأهمها عيد الفصح ويعد هذا العيد محور السنة الكنيسة في التقاليد المسيحيَّة، ويسبقه صيام.
يُعد الزواج في الكنيسة مناسبة هامَّة إلى حد كبير في الثقافة القبرصيّة. يرعى العرابيّن حفل الزفاف والذي يعبتر حدثًا هامًا في الحياة الأسرية المسيحية القبرصية. ما تزال قبرص الجنوبية منطقة أرثوذكسية إلى حد كبير فاستنادا إلى تقرير حكومي لتعداد عام 2011 نُفذ في المنطقة اليونانية لجزيرة قبرص تبيّن أن 95.4% من السكان هم مسيحيين، ومعظمهم على مذهب الأرثوذكسية الشرقية.

## المسيحية في قبرص الشمالية

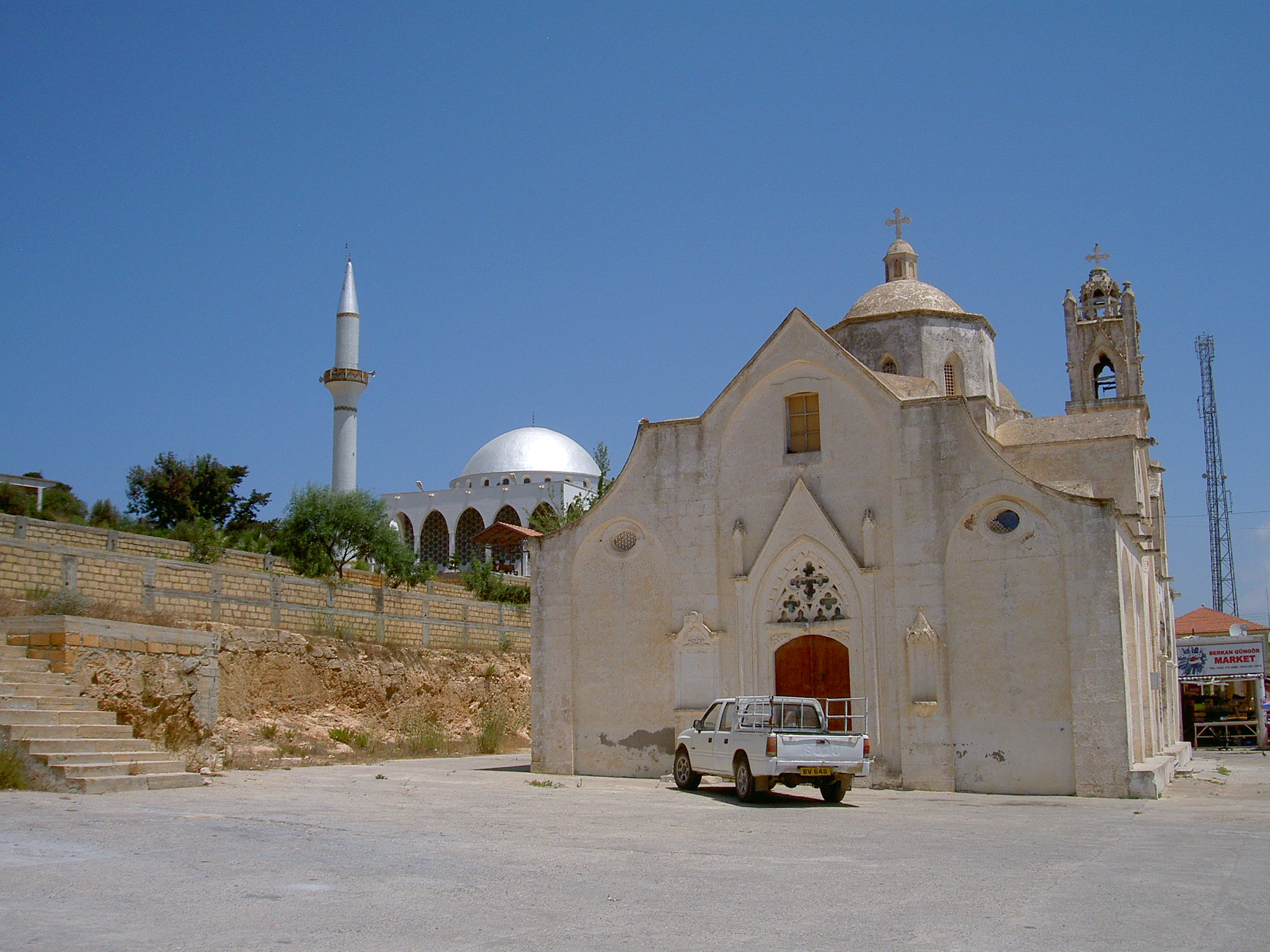
كنيسة أرثوذكسية تُجاور مسجد في بلدة ريزوكارباسو، قبرص الشمالية.

تُشير التقديرات إلى حوالي 1% من سكان قبرص الشمالية من أتباع الديانة المسيحية، وتصل أعداد المسيحيين في قبرص التركية إلى حوالي 3,000 نسمة معظمهم من أتباع الكنيسة الأرثوذكسية الشرقية والكنيسة المارونية. ذكرت تقارير تعود لسنة 2010 أن نحو 300 عائلة قبرصية تركية تعيش في قبرص التركية قد ارتدت عن الإسلام واعتنقت المسيحية. هناك حوالي 644 من القبارصة اليونانيين الأرثوذكس الذين يعيشون في ريزوكارباسو وحوالي 364 من الموارنة في كورماجيد.
أثر الغزو التركي لقبرص في 20 يوليو 1974 بشكل كبير على الكنيسة القبرصية وأتباعها حيث أصبحت 35% من الأراضي القبرصية تحت الاحتلال التركي، وتم تهجير مئات الآلاف من المسيحيين الأرثوذكس وواجه أولئك الذين لم يتمكنوا من المغادرة القمع. وبحسب ما ورد أدى ارتفاع معدل الاغتصاب خلال الغزو التركي لقبرص إلى الإذن المؤقت للإجهاض في قبرص من قبل الكنيسة القبرصية الأرثوذكسية. كما أدَّى الغزو التركي لقبرص إلى تدمير الآثار المسيحية، وقد نُهبت الكنائس التي أحتوت على الرموز البيزنطية، واللوحات الجدارية والفسيفساء من قبل تجار الآثار وبيعت في السوق السوداء.
في أعقاب الأعمال العدائية بين الطائفتين اليونانية والتركية التي أدت إلى تقسيم قبرص بحكم الأمر الواقع، بدأت هجرة مسيحية واسعة نطاق من قبرص الشمالية نحو قبرص اليونانية، حتى مايو 2001، وصلت أعداد المسيحيين في قبرص التركية إلى حوالي 3,000 نسمة، ويتوزعون بين القبارصة اليونانيين الأرثوذكس والذين يتركزون في ريزوكارباسو، والقبارصة الموارنة والذين ينتشرون في قرية كورماجيد وكارباشا واساماردوس. تضم قبرص الشمالية على أقلية صغيرة العدد من البروتستانت من القبارصة الأتراك.
يُشير باحثين إلى انتشار تاريخي لظاهرة اجتماعية ودينية للمسيحيين المُتخفّين في القسم الشمالي من قبرص، كما هو الحال في أجزاء أخرى من الدولة العثمانية، وهم مجتمعات مسيحية اعتنقت الإسلام ظاهريًا وحافظت على ممارسة المسيحية سريًا. عُرف المسيحيون المُتخفّين في قبرص باسم لينوبامباكي. وقد ذكرهم المسافرون الأجانب على أنهم أتراك علناً ويونانيون سراً، حيث يُحافظون على صوم الروم الأرثوذكس (تورنر 1815)، ويشربون الخمر، ويأكلون لحم الخنزير، ويتزوجون في كثير من الأحيان من مسيحيات.

### المجتمعات المسيحية

#### اليونانيون الأرثوذكس

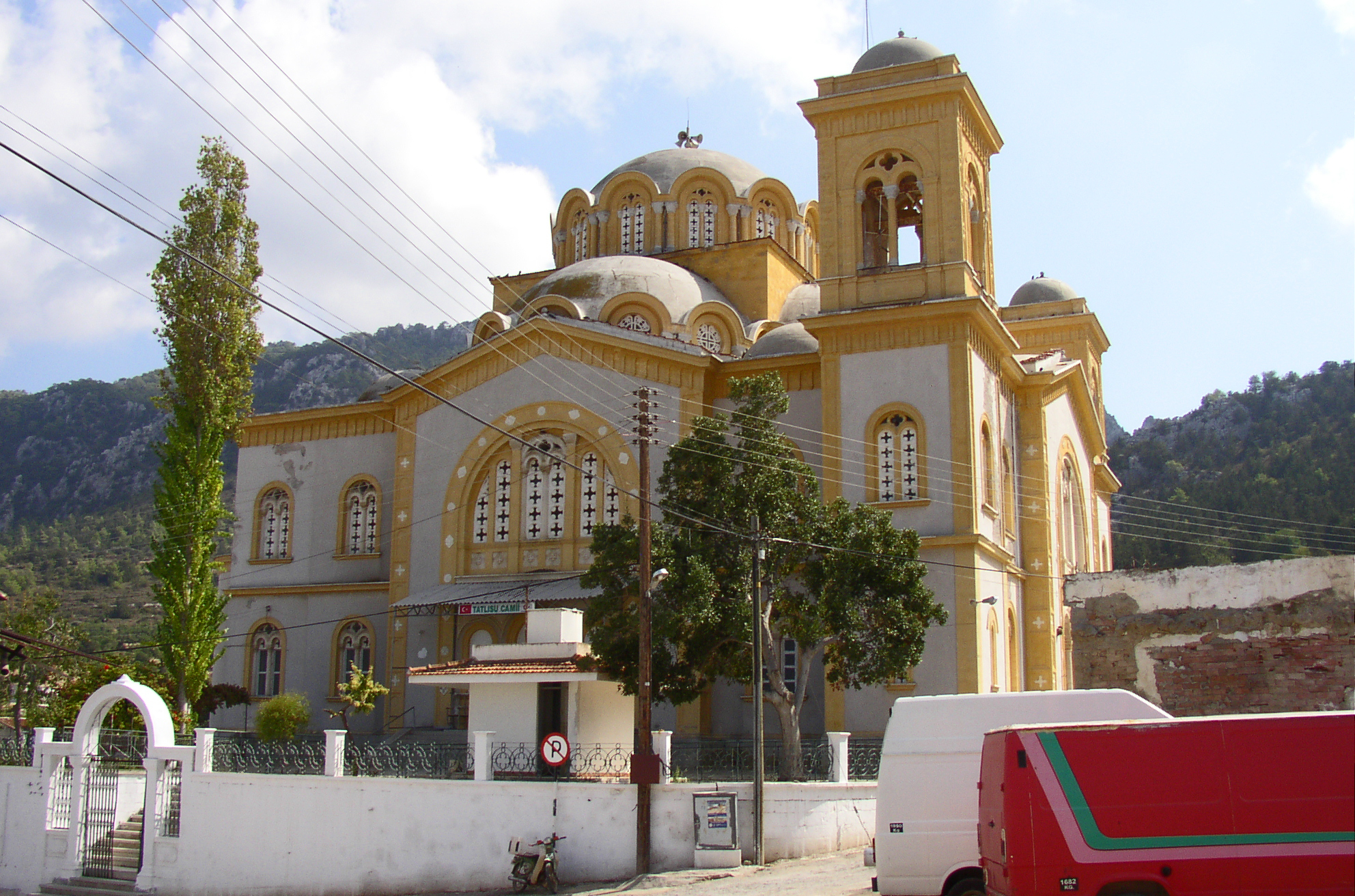
كنيسة يونانية أرثوذكسية في بلدة ريزوكارباسو، التي تضم أكبر تجمع يوناني أرثوذكسي في قبرص الشمالية.

أشار إحصاء على مستوى الجزيرة في عام 1960 إلى أن عدد القبارصة الأتراك بلغ 102,000 في حين بلغ عدد القبارصة اليونانيون حوالي 450,000 نسمة. في أعقاب الأعمال العدائية بين الطائفتين اليونانية والتركية التي أدت إلى تقسيم قبرص بحكم الأمر الواقع، بدأت هجرة مسيحية واسعة نطاق من قبرص الشمالية نحو قبرص اليونانية، وتم تهجير مئات الآلاف من اليونانيين المسيحيين الأرثوذكس وواجه أولئك الذين لم يتمكنوا من المغادرة القمع. حيث تم إخلاء حوالي 162,000 قبرصي يوناني قسراً من منازلهم وبلداتهم في قبرص الشمالية من قبل القوة الغازية للجيش التركي. وأدى ارتفاع معدل الاغتصاب خلال الغزو التركي لقبرص إلى الإذن المؤقت للإجهاض في قبرص من قبل الكنيسة القبرصية الأرثوذكسية. كما أدَّى الغزو التركي لقبرص إلى تدمير الآثار المسيحية.
حاليًا هناك حوالي 644 من القبارصة اليونانيين الأرثوذكس الذين يعيشون في ريزوكارباسو، وقد وافق القبارصة اليونانيون الأرثوذكس في ريزوكارباسو على العيش تحت الإدارة القبرصية التركية، وبقي هؤلاء في قبرص الشمالية حتى بعد الأعمال العدائية في عام 1974. عدد آخر من القبارصة اليونانيين في الشمال اختاروا أن يعيشوا تحت الإدارة القبرصية اليونانية وهربوا إلى قبرص اليونانية؛ وذلك وفقًا لإتفاقية تبادل السكان بين القبارصة الأتراك واليونانيين برعاية الأمم المتحدة في 2 أغسطس 1975. ونتيجة لذلك، أضحت بلدة ريزوكارباسو موطن لأكبر عدد من السكان الناطقين باللغة اليونانية وأكبر تجمع أرثوذكس شرقي في قبرص التركية.

#### الموارنة

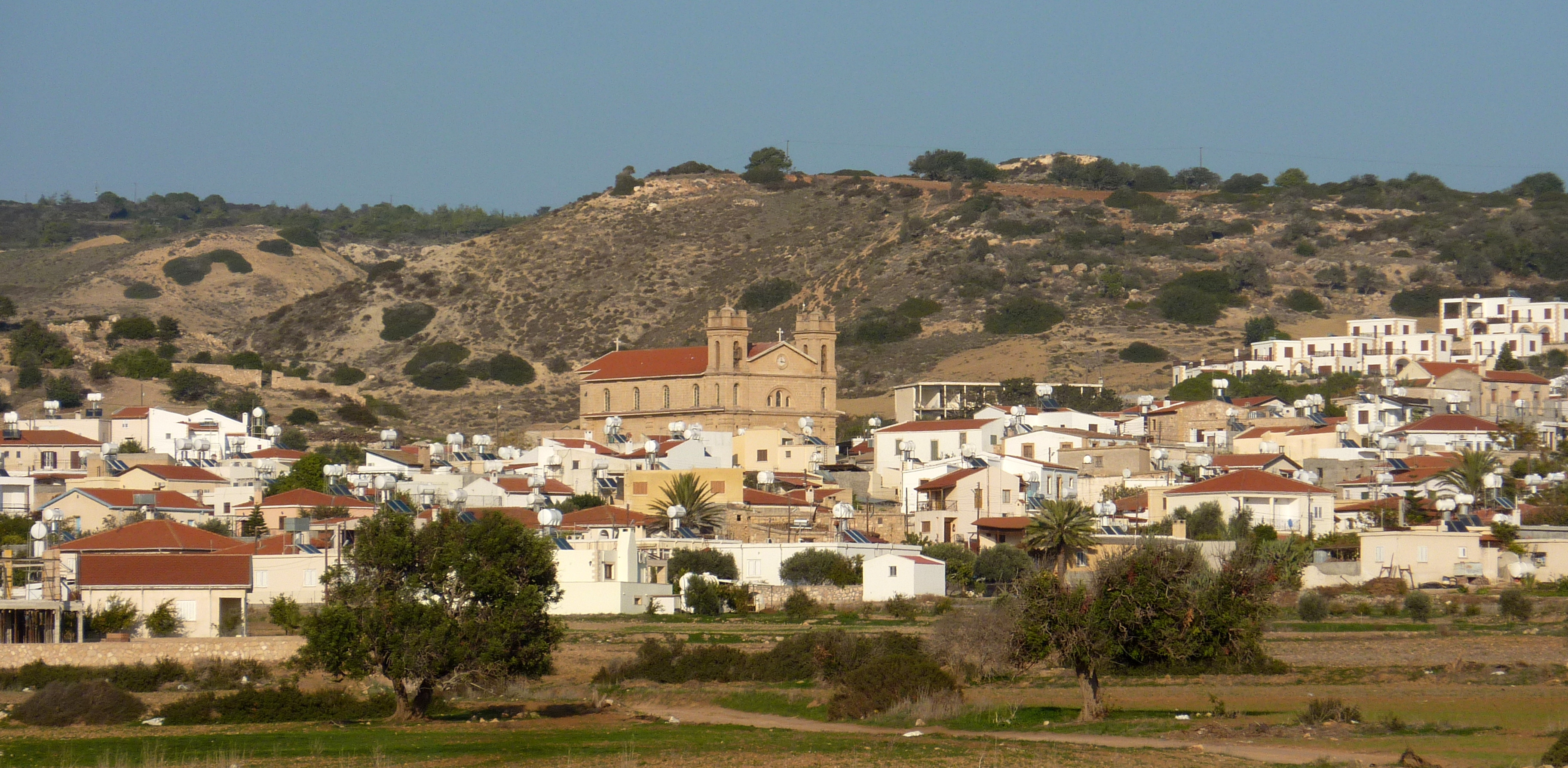
قرية كورماجيد المارونيّة، والتي تضم أكبر التجمعات المارونية في قبرص الشمالية.

تواجد في شمال قبرص جالية مارونية تاريخيَّة، وقد كان للمورانة وجودًا فاعلًا سياسيًا واقتصاديًا واجتماعيًا ولديهم أنشطة متنوعة وفي مجالات مختلفة، والتي يقتصر عملها في الجزيرة على «الترانزيت» لعدم جواز تعاطي الأجنبي الأعمال التجارية مع القبارصة أو بيع منتجات منهم أو أي سلع تجارية. وفي عام 1960 وصلت أعداد الموارنة في قبرص الشماليَّة إلى حوالي 2,752 نسمة، موزعين على أربعة قرى مارونيَّة.
وفقاً لمنظمات حقوقية أصبح وضع الجالية المارونية غير مريح منذ عام 1974 تاريخ سيطرة تركيا على القسم الشمالي من قبرص، حيث بقي قسم قليل في المنطقة الشمالية، في حين نزح 95 في المئة منهم إلى المنطقة الجنوبية أي إلى المنطقة اليونانية والقرى المارونية الأربع التي بقيت هناك هي كورماجيد وايا مارينا وكارباشا واساماردوس ولم يبق فيها الا المسنون، وتُعد قرية كورماجيد مركز الثقافة المارونيَّة في قبرص الشمالية. في عام 1974 كان عدد الموارنة فيها يقارب الألفين لكنه بدأ يتقلص تدريجياً، واليوم لم يبق في قرية كورماجيد الا 125 شخصًا وسبعة عشرة في كارباشا وسبعة في اساماردوس أما في ايامارينا فلم يبق أحد. وتتحدث المجتمعات المارونية في قبرص الشمالية باللهجة العربية القبرصية (العربية القبرصية المارونية) بالإضافة إلى اللغة اليونانية والتركية.

#### البروتستانت

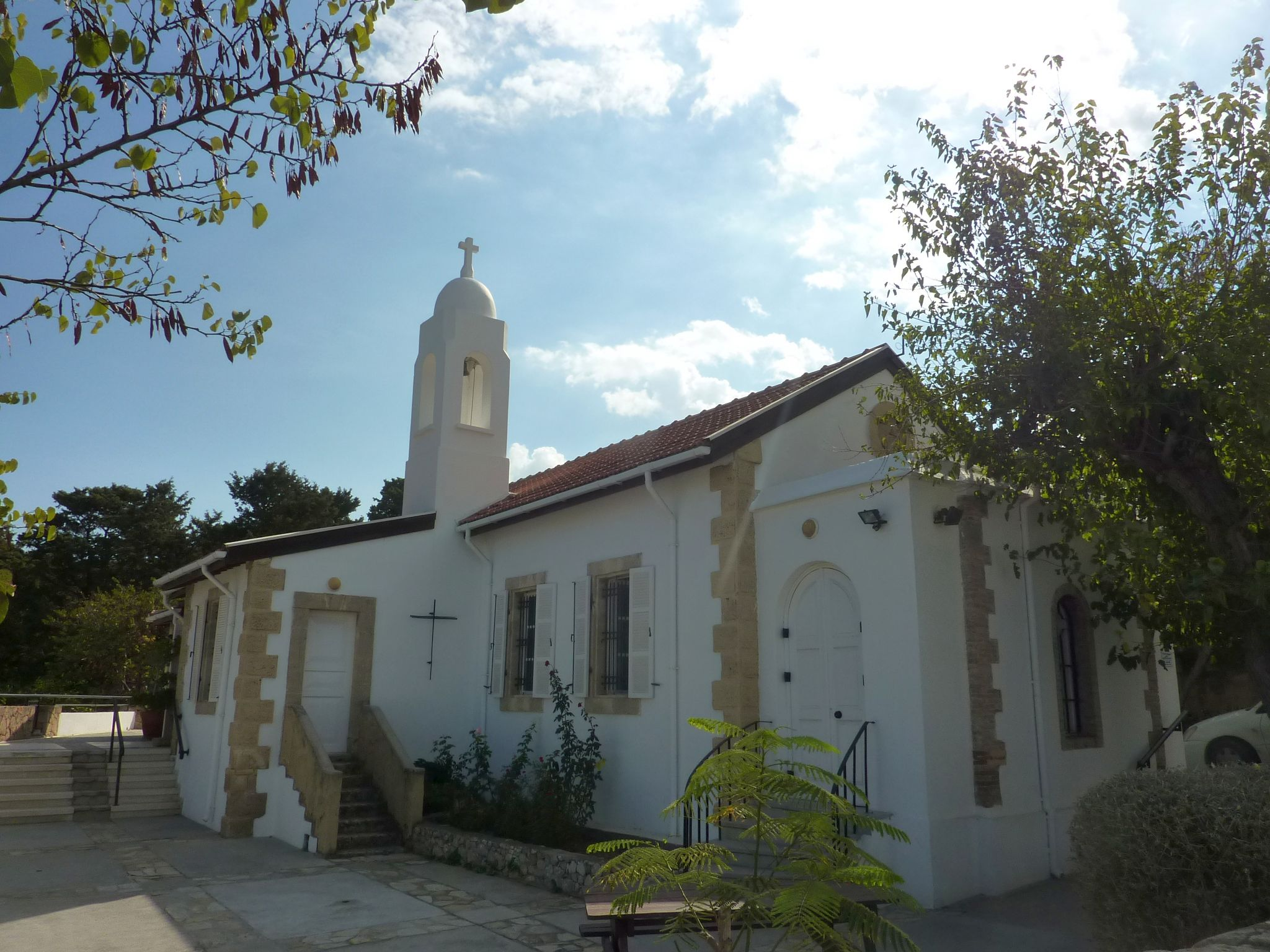
كنيسة القديس أندراوس الأنجليكانيَّة في كيرينيا.

يعيش مجتمع صغير من البروتستانت في جمهورية شمال قبرص التركية بحكم الأمر الواقع، إلى جانب الشتات القبرصي التركي. يصل عدد أتباع الكنيسة الأنجليكانية إلى حوالي مائتي شخص ويتواجون في جميع أنحاء شمال قبرص، وهم في معظمهم من القبارصة الأتراك. زعيم المجتمع هو القس كمال باساران. يستخدم الغالبية العظمى من الأنجليكان الأتراك الكنائس الانجليكانية في منطقة كيرينيا جنبًا إلى جنب مع مجتمع المغتربين في الجزيرة. ومع ذلك، في السنوات الأخيرة طالب العديد من القبارصة الأتراك ببناء كنائس خاصة بهم.
على الرغم جو التسامح العام للطائفة البروتستانتية القبرصية التركية المحلية، الا أن أبناء المجتمع البروتستانتي المحلي يواجه في الكثير من الأحيان تهديدات وأحيانًا هجمات على أيدي المستوطنين والقوميين الأتراك. قال القس كمال باساران في مقابلة مع جريدة هافاديس: «إن القبارصة الأتراك الذين ينتمون إلى مختلف الديانات في بلادهم يريدون العيش بحرية وممارسة دياناتهم، فالبروتستانت من القبارصة الأتراك والأتراك البلغار والأتراك من تركيا، يطالبون ببناء كنائس خاصة بهن حيث سيكونون قادرين على ممارسة عبادتهم بحريَّة».

#### لينوبامباكي
عاش في قبرص الشمالية مجتمع لينوبامباكي (باليونانية: Λινοβάμβακοι) وهو مجتمع كاثوليكي، تعرض للإضطهاد بسبب معتقداتهم خلال الحكم العثماني للجزيرة. وتم إستيعابهم داخل المجتمع التركي القبرصي خلال الحكم البريطاني. أخفى اللينوبامباكي معتقداتهم ومارسوا الشعائر الكاثوليكية بشكل سري. وترك هذا المجتمع آثار ثقافية على المجتمع القبرصي التركي ويظهر ذلك في الأدب والفلكلور القبرصي التركي.

## معرض الصور

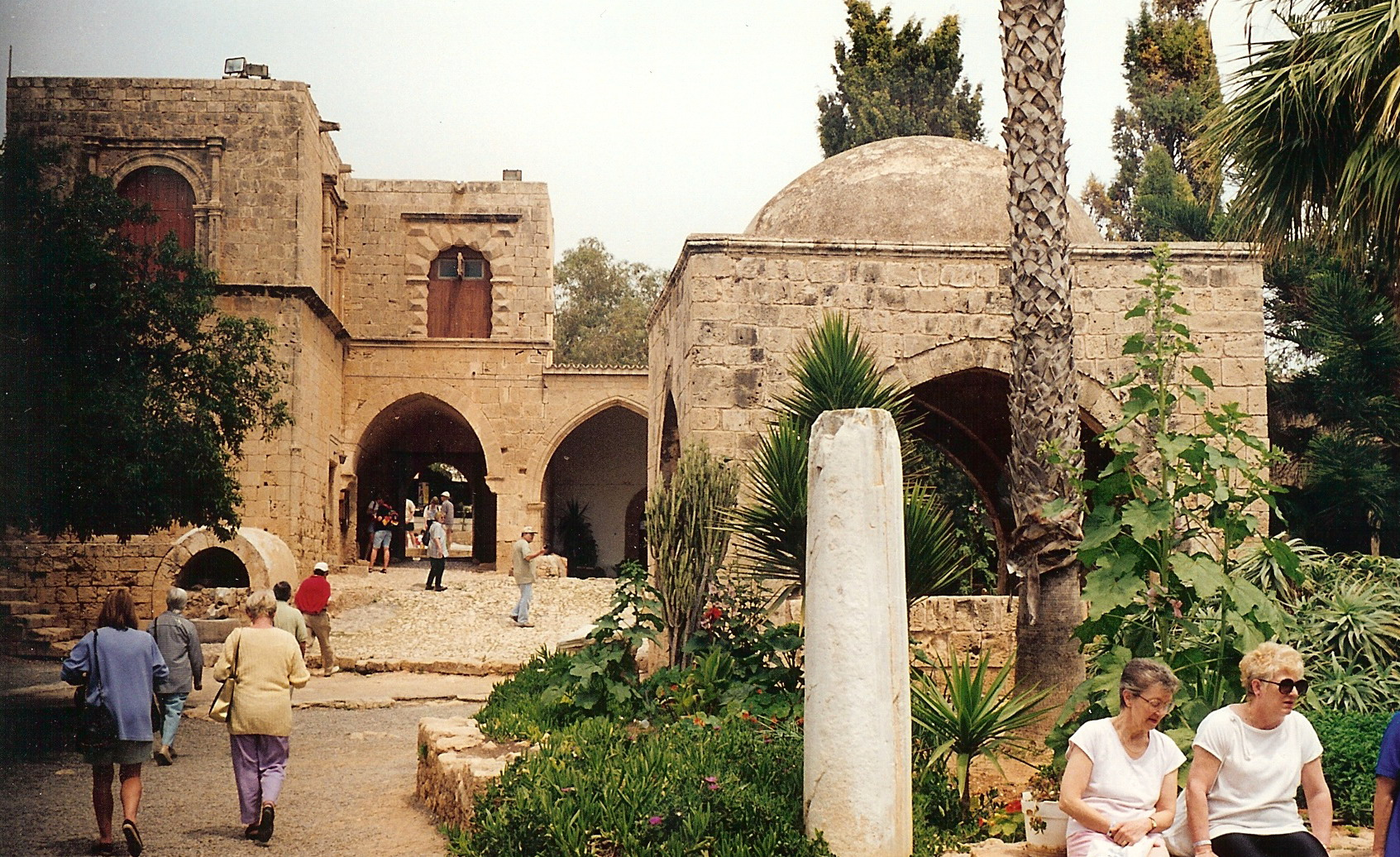
دير أيا نابا
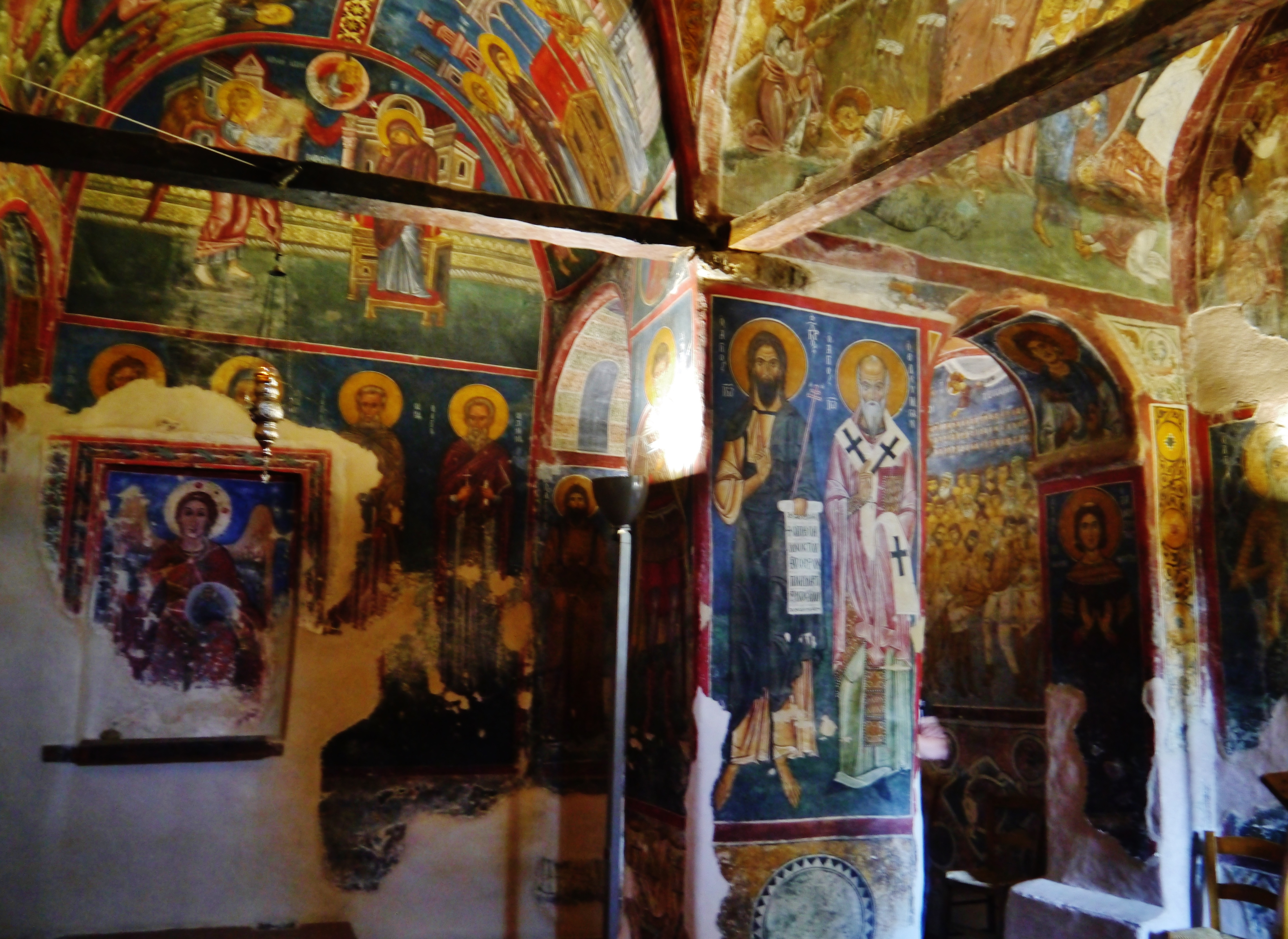
داخل كنيسة القديس نقولا في نيقوسيا
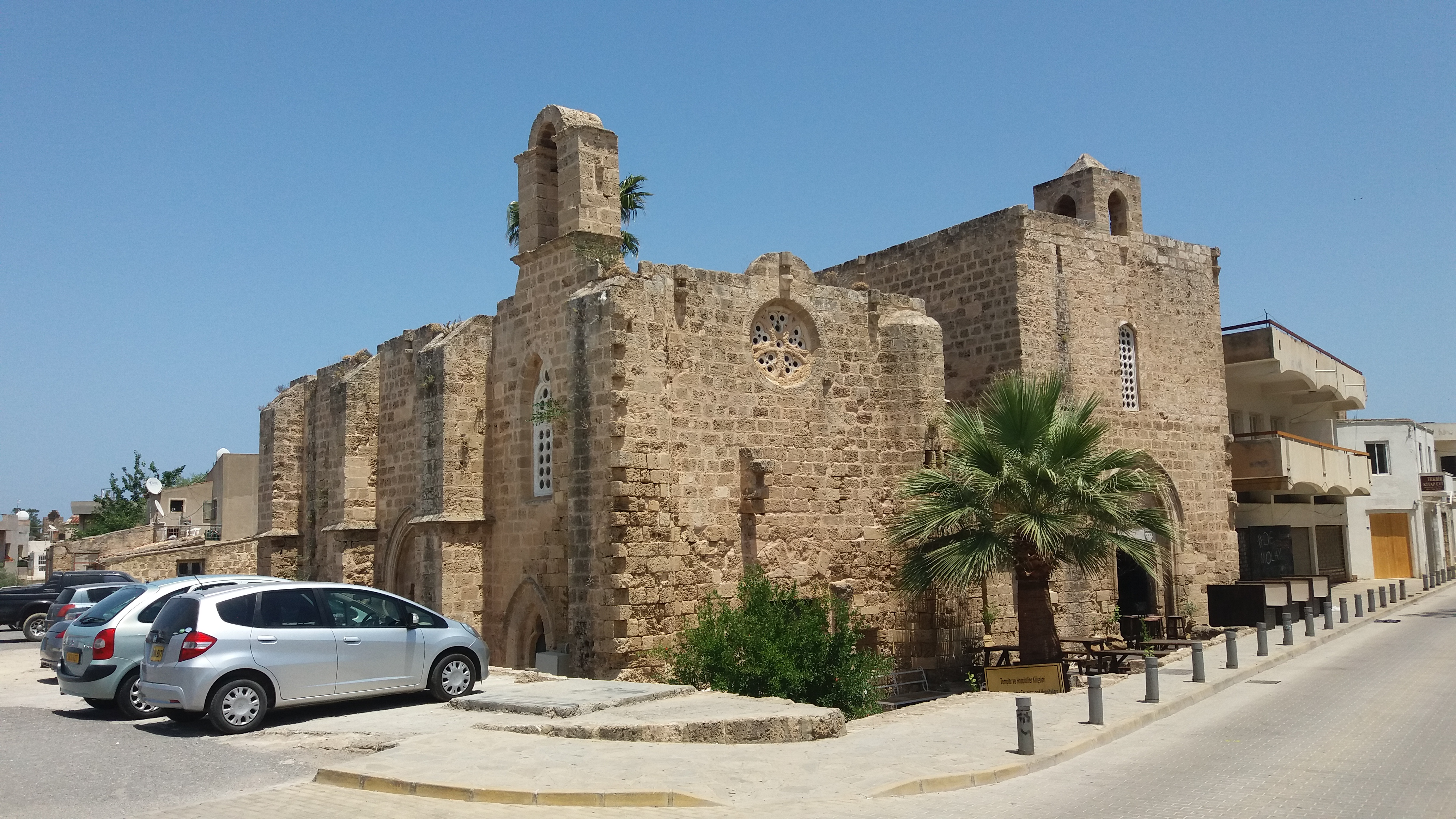
كنيسة فرسان الهيكل في مدينة فاماغوستا
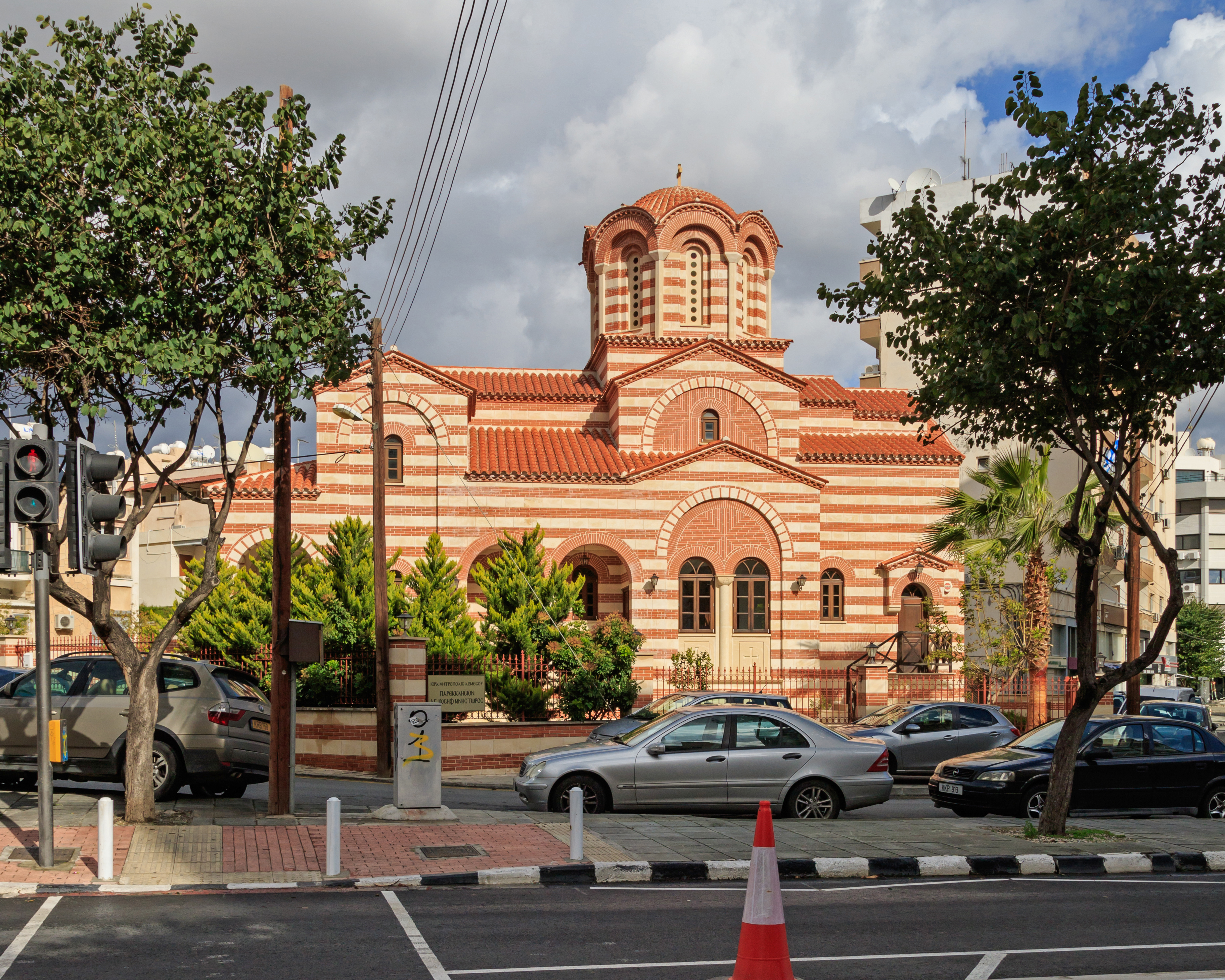
كنيسة مقر أسقف ليماسول
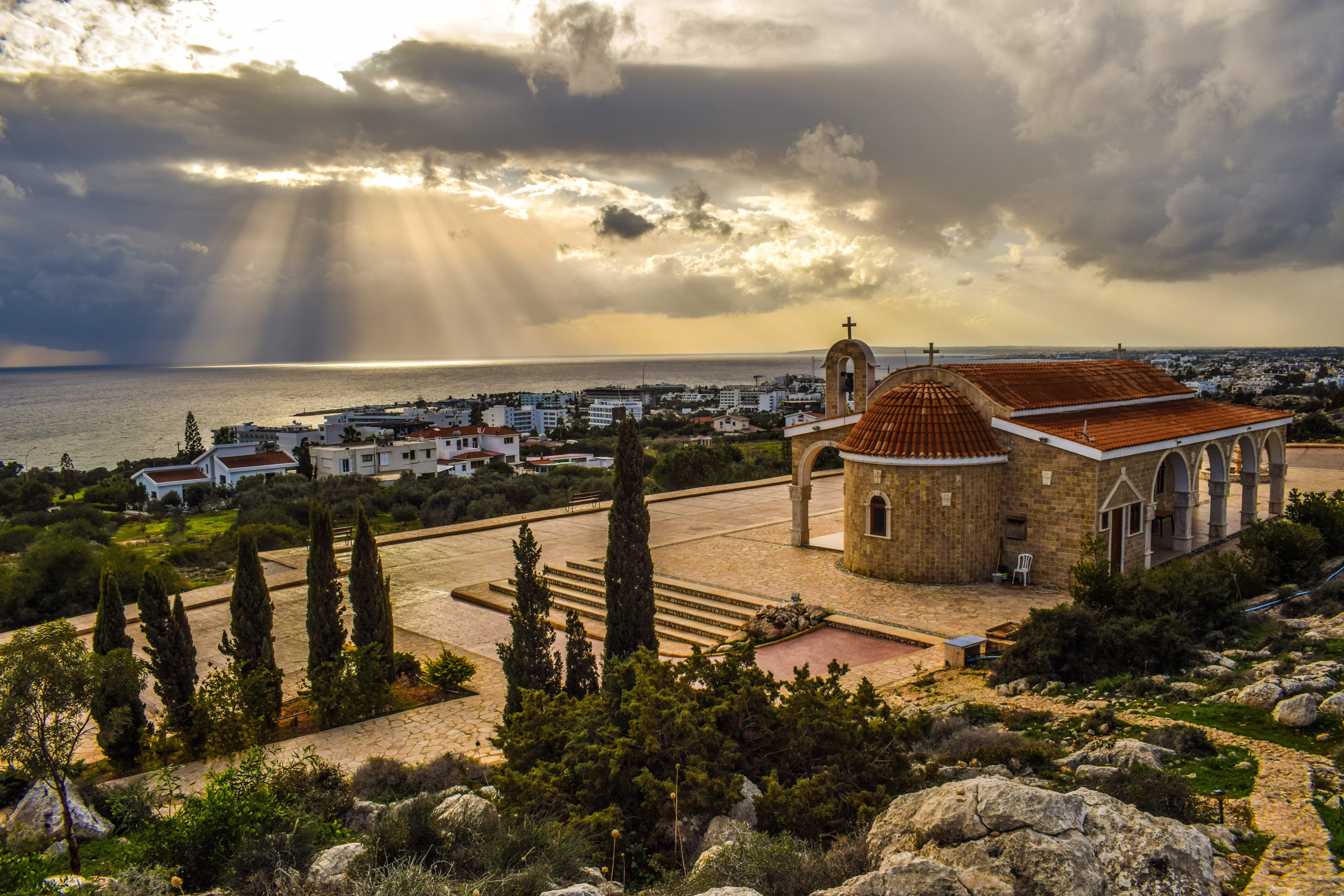
كنيسة أجيوس أبيفانيوس في أيا نابا